# Région wallonne
Wallonie
 (août 2025).
Pour les articles homonymes, voir Wallonie (homonymie).
La Région wallonne (en allemand : Wallonische Region ; en néerlandais : Waals Gewest), communément appelée Wallonie (en allemand : Wallonien ; en néerlandais : Wallonië), est l'une des trois régions belges. 
Située dans le sud de la Belgique, la Wallonie se compose de 261 communes réparties dans cinq provinces (Brabant wallon, Hainaut, Liège, Luxembourg et Namur). Son territoire est divisé en deux régions linguistiques, la région de langue française et la région de langue allemande, frontalière de l'Allemagne. 
La superficie de la Wallonie est de 16 901 km2, ce qui en fait la région la plus étendue de Belgique. En 2020, sa population s'élevait à 3 645 243 habitants, ce qui en fait la deuxième région la plus peuplée, avec toutefois la plus faible densité de population avec 216 hab./km2. Sa capitale est Namur, Liège étant souvent citée comme capitale économique. 
C'est à la suite des revendications du Mouvement wallon que la Wallonie se concrétise politiquement par la création en 1970 de la région de langue française et de la Région wallonne. Celle-ci deviendra en 1980 l'institution politique qui la gouverne à travers le Conseil de la Région wallonne (renommé « Parlement wallon » en 2005) et le Gouvernement wallon. 
La Wallonie compte sur son territoire des espaces dont les caractéristiques sont différentes, tant sur le plan géographique que socioéconomique et culturel. Par exemple, on distingue le sillon Sambre-et-Meuse, urbanisé et marqué par son passé sidérurgique, des espaces ouverts et agricoles de Hesbaye, ou encore des terres forestières et vallonnées de l’Ardenne et des Hautes-Fagnes. Le français, largement majoritaire en Wallonie, et l'allemand, parlé principalement dans les cantons de l'Est, sont les deux langues officielles de la Région.

## Toponymie, symboles et logotype
Le nom donné à la région se calque sur celui de la région historique, la Wallonie. Ce nom dérive directement du terme « Wallon » qui est né d'un mot germanique : walh, par lequel les Germains désignaient les populations gallo-romaines non germanisées ou, par extension, toute personne ne parlant pas une langue germanique.
Il porte ainsi le nom d'une région historique comme la région flamande qui répond de la région historique de la Flandre. Seule la région de Bruxelles-Capitale porte le nom d'une ville.
Les symboles officiels de la Région wallonne, en ce compris le drapeau de la Wallonie, sont juridiquement définis par le décret du 23 juillet 1998 déterminant le jour de fête et les emblèmes propres à la Région wallonne ainsi que par le décret du 23 juillet 1998 créant un hymne wallon (Le chant des Wallons). L’article 2 du décret du 23 juillet 1998 déterminant le jour de fête et les emblèmes propres à la Wallonie prévoit que les armoiries de la Région sont le Coq hardi au combat de gueules sur fond d'or et que le coq hardi des armoiries (tel que dessiné ci-dessous) peut-être isolément utilisé pour représenter la Wallonie. Le drapeau est composé d'un coq hardi rouge (dont la patte droite est levée et le bec fermé) sur fond jaune, conformément à l’article 4 et à l’annexe du décret. Le coq hardi représente les origines gallo-romaines des Wallons ainsi que leur adhésion à la culture française et les couleurs jaune et rouge (de Liège) soulignent le rôle important qu’ont joué les Liégeois dans la construction de la conscience wallonne. Le blason et le drapeau sont inspirés du tableau peint par Pierre Paulus en 1913 commandé par l'Assemblée wallonne à la suite des revendications du Mouvement wallon. En outre, en 2015, le Parlement wallon a modifié le décret du 23 juillet 1998 pour y inscrire que « l’emblème floral de la Région wallonne est la gaillarde ou gaillardia, rouge et jaune ».
Par ailleurs, le 1er avril 2010, le Gouvernement wallon a concrétisé les principes spécifiés dans une note, écrite par le ministre-président Rudy Demotte, pour le développement d'une conscience wallonne et a consacré le terme « Wallonie » à la place du terme « Région wallonne ». Par ce communiqué, le Gouvernement wallon marque sa volonté de promouvoir, dans un souci de développement d’une conscience collective wallonne décomplexée, et dans les limites permises par la constitution, l’usage du terme Wallonie de préférence au terme Région wallonne.
Dans une optique de visibilité renforcée, le Gouvernement wallon a décidé de « rationaliser la visibilité des institutions régionales wallonnes autour d'un logo unique consacrant le coq, emblème le plus identifiant de la Wallonie ». Depuis lors, le Gouvernement, l'administration régionale et les structures associées à la Région utilisent un logo contenant une version alternative simplifiée du coq hardi rouge, distincte de celle du décret du 23 juillet 1998, accompagnée du terme « Wallonie ». Son utilisation est réglementée par une charte graphique.

Symboles et logotype officiels de la Wallonie
Armoiries officielles de la Région wallonne : d'or au coq hardi de gueules.
Drapeau officiel de la Région wallonne. Le coq hardi représente les origines gallo-romaines des Wallons[6] ainsi que leur adhésion à la culture française[7] et les couleurs jaune et rouge (de Liège) soulignent le rôle important qu’ont joué les Liégeois dans la construction de la conscience wallonne[8].
Coq hardi rouge figurant sur les armoiries et le drapeau officiels de la Wallonie. Il peut être utilisé isolément comme symbole de la Wallonie en application de l'article 2 du décret du 23 juillet 1998.
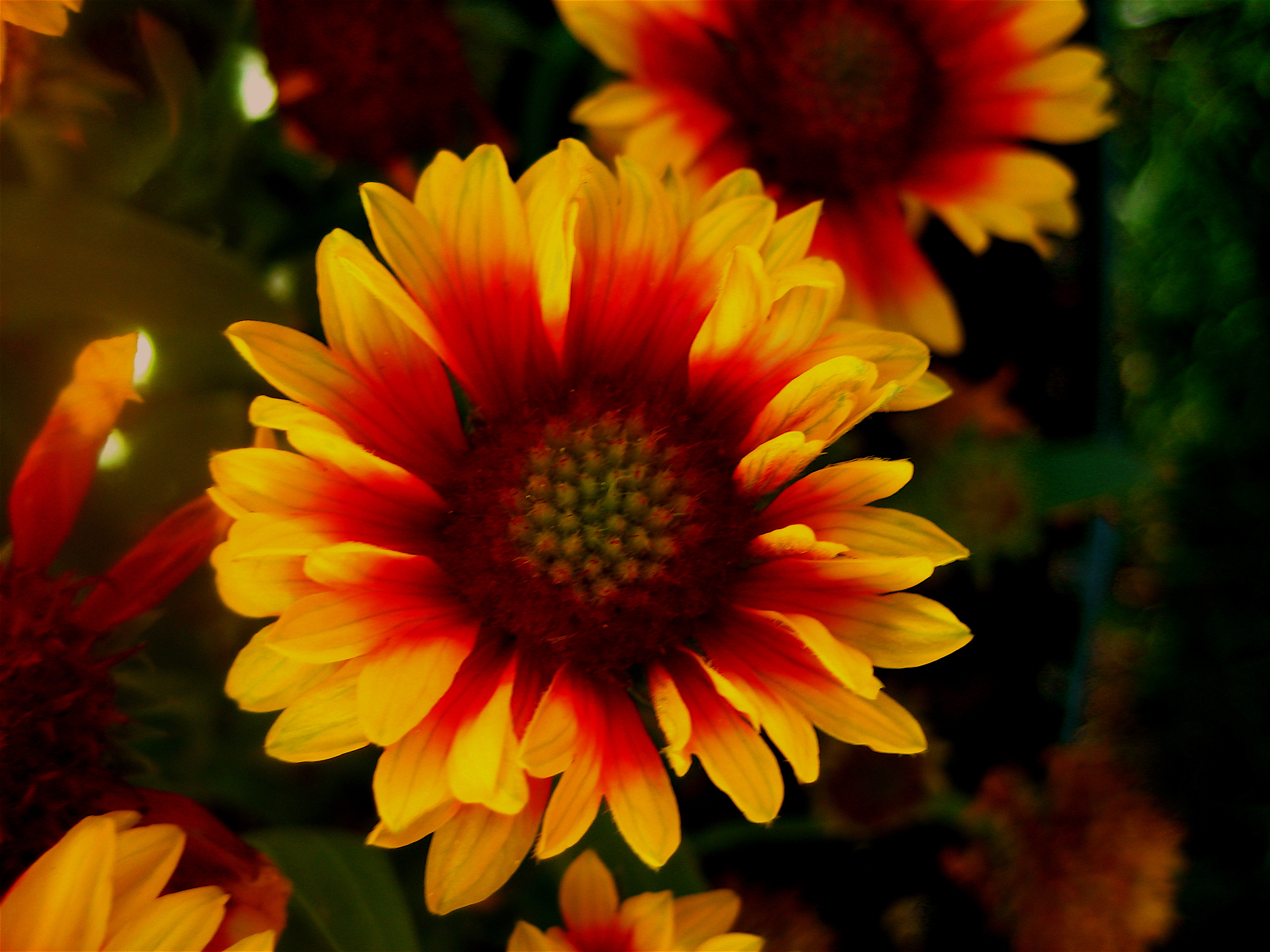
La gaillarde est le symbole floral de la Wallonie, en référence à ses couleurs jaune et rouge qui coïncident avec celles du drapeau wallon.

## Géographie

### Situation
La Région wallonne est située dans le sud de la Belgique et couvre une superficie de 16 901 km2. Elle est limitrophe de la Région flamande, de la région NUTS des Pays-Bas du Sud, des régions NUTS d'Allemagne de Rhénanie-du-Nord-Westphalie et de Rhénanie-Palatinat, de la région NUTS du Luxembourg, et des régions NUTS de France des Hauts-de-France et du Grand Est.
Cette région est plus vallonnée que les autres. On y trouve la vallée de la Meuse où le cours d'eau est à une hauteur de 70 mètres mais la faille du Midi taille des falaises abruptes qui se rencontrent notamment du côté de Dinant et de Huy à Liège. On y trouve le point culminant de la Belgique, le signal de Botrange, et des plateaux à moyenne altitude comme la Hesbaye.
Les extrémités régionales sont, au nord Comines-Warneton, à l'est Bullange, au sud Rouvroy et à l'ouest de nouveau Comines-Warneton.

### Géologie
Sur le plan géologique, le sous-sol wallon est en grande partie formé de couches sédimentaires marines, avec peu de sédiments continentaux et quelques intrusions magmatiques relativement mineures. Les formations géologiques présentes sur le territoire s'étagent du Cambrien au Quaternaire « avec seulement quelques brefs hiatus » selon le professeur Frédéric Boulvain. Le même scientifique dans son ouvrage Pierres et marbres en Wallonie considère le sous-sol riche géologiquement mais également d'« une fabuleuse richesse archéologique et patrimoniale dans l'utilisation exceptionnellement variée qui en a été faite, depuis l'époque romaine jusqu'à nos jours».

### Définition du territoire et situation

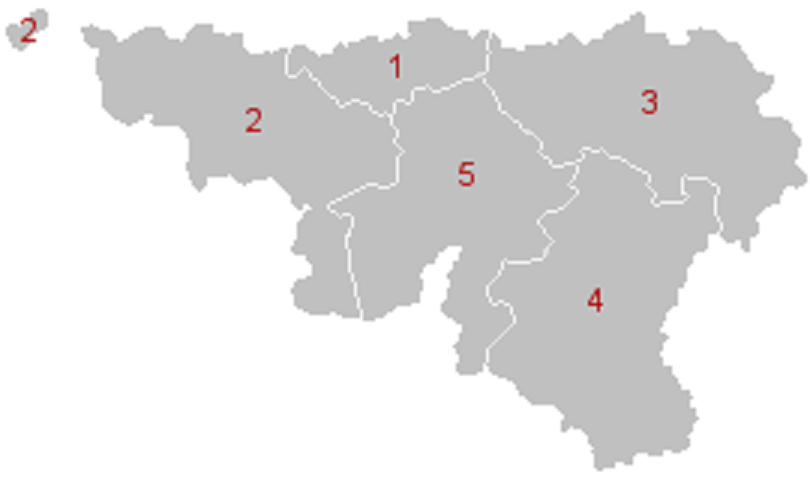
Les provinces définissant la Région wallonne :
1 : Brabant wallon, 2 : Hainaut, 3 : Liège,
4 : Luxembourg, 5 : Namur

Le territoire de la Région wallonne est défini par la Constitution belge de la manière suivante : 
« Art 5. La Région wallonne comprend les provinces suivantes : le Brabant wallon, le Hainaut, Liège, le Luxembourg et Namur. […] »
La Région wallonne est donc un territoire sans accès direct à la mer dans la partie sud de la Belgique.
Elle s'étend entre 50°48' et 49°30' de latitude nord, et entre 2°50' et 6°24' de longitude est. D'une superficie de 16 901 km2, la Région wallonne est la 1re Région de Belgique par la taille. Sa largeur maximale d'est en ouest est d'environ 215 km mais se prolonge à l'ouest par la commune de Comines-Warneton, une exclave entre la Région flamande et la France. Elle est située dans le fuseau horaire de l'Europe centrale (UTC+1 en hiver et UTC+2 en été).
La Région wallonne est bordée au Nord par la Région flamande et les Pays-Bas, au sud et l'ouest par la France et à l'est par l'Allemagne et le Grand-Duché de Luxembourg.

### Géographie physique
De dimension modeste, avec un relief modéré, la Région wallonne occupe la partie la plus élevée de la Belgique. On retrouve sur son territoire les trois principales zones de relief belges. La basse Belgique située principalement à l'ouest dans le Tournaisis avec le début de la plaine limoneuse flamande. La moyenne Belgique qui s'élève progressivement vers les vallées de la Sambre et de la Meuse est composée des bas-plateaux hennuyer, brabançon et hesbignon. La haute Belgique commence au sud du sillon Sambre-et-Meuse par le haut-plateau de l'Ardenne avec son point culminant à 694 m au lieu-dit « signal de Botrange » et se termine par la Lorraine belge tout au sud.
Malgré son territoire restreint, la Région wallonne offre un ensemble topographique et de paysages naturels varié. D'ouest en est et du nord au sud, on retrouve la plaine flamande au Nord de Tournai, les bas-plateaux hennuyer et brabançon, la Hesbaye, le plateau du Condroz et l'Entre-Vesdre-et-Meuse, la Fagne-Famenne, l'Ardenne et la Lorraine belge.

#### Hydrographie

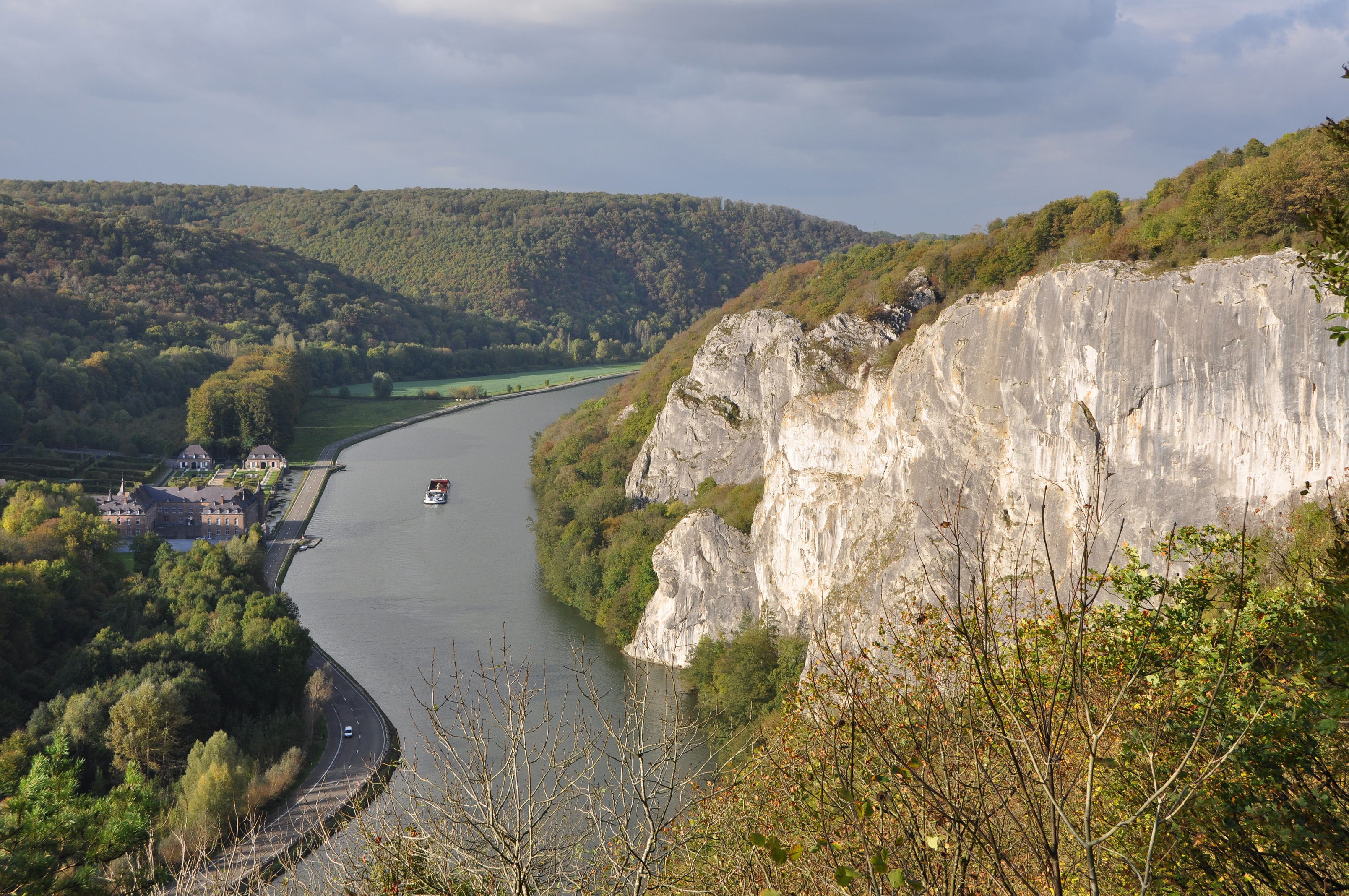
La vallée de la Meuse à Freÿr.

Le réseau hydrographique wallon est dense, avec les canaux qui s'ajoutent aux cours d'eau. Deux grands fleuves traversent la Région wallonne, la Meuse et l'Escaut, qui se jettent tous deux dans la mer du Nord aux Pays-Bas. La Meuse est le bassin hydrographique principal, avec 12 276,3 km2 (72,8 % du territoire), suivi de l'Escaut avec 3 775,7 km2 (22,4 %) et l'on trouve également sur le territoire le sous-bassin de la Moselle appartenant au bassin versant du Rhin dans sa partie extrême-orientale avec 767,4 km2 (4,5 %), ainsi que le sous-bassin de l’Oise appartenant au bassin de la Seine au sud de la botte du Hainaut dans la région de Momignies avec 80,1 km2 (0,4 %). Cette partie du Hainaut est la seule partie faisant partie du bassin maritime de la Manche, le reste de la Région est de celui de la mer du Nord.

### Climat
Le climat de la Région wallonne comme dans le reste du pays est océanique, c'est-à-dire qu'il est influencé par le voisinage de la mer, et en raison de sa latitude (50e parallèle) est dans la zone tempérée. Il est également influencé par la prédominance des vents d'Ouest et Sud-Ouest et dans une moindre mesure par son relief ce qui donne en moyenne des précipitations plus élevées et des températures plus basses, notamment dues à l'éloignement par rapport à la mer et à l'altitude plus élevée. Le climat de la Belgique est fortement influencé par l’anticyclone des Açores, mais également par le Gulf Stream comme le reste de l’Europe de l'Ouest. Le réchauffement climatique global que connaît la Terre est perceptible en Région wallonne, notamment de par l'augmentation des précipitations.

### Géographie humaine

#### Découpage territorial
La Région wallonne est administrativement découpée en 5 provinces, qui définissent son territoire selon la Constitution belge. Ces provinces sont pratiquement un décalque des anciens départements créés durant l'occupation française le 14 fructidor an III (31 août 1795) mais à l'époque du royaume uni des Pays-Bas ont pris un nom qui correspond plus ou moins aux territoires d’anciennes principautés ou d’anciennes provinces précédant la Révolution française. Les provinces sont divisées en arrondissements administratifs. Ces arrondissements administratifs, vingt au total, sont eux-mêmes divisés en communes. On compte 262 communes en Région wallonne[réf. nécessaire], dont 65 portent le titre de Ville.

#### Répartition spatiale des hommes et des activités

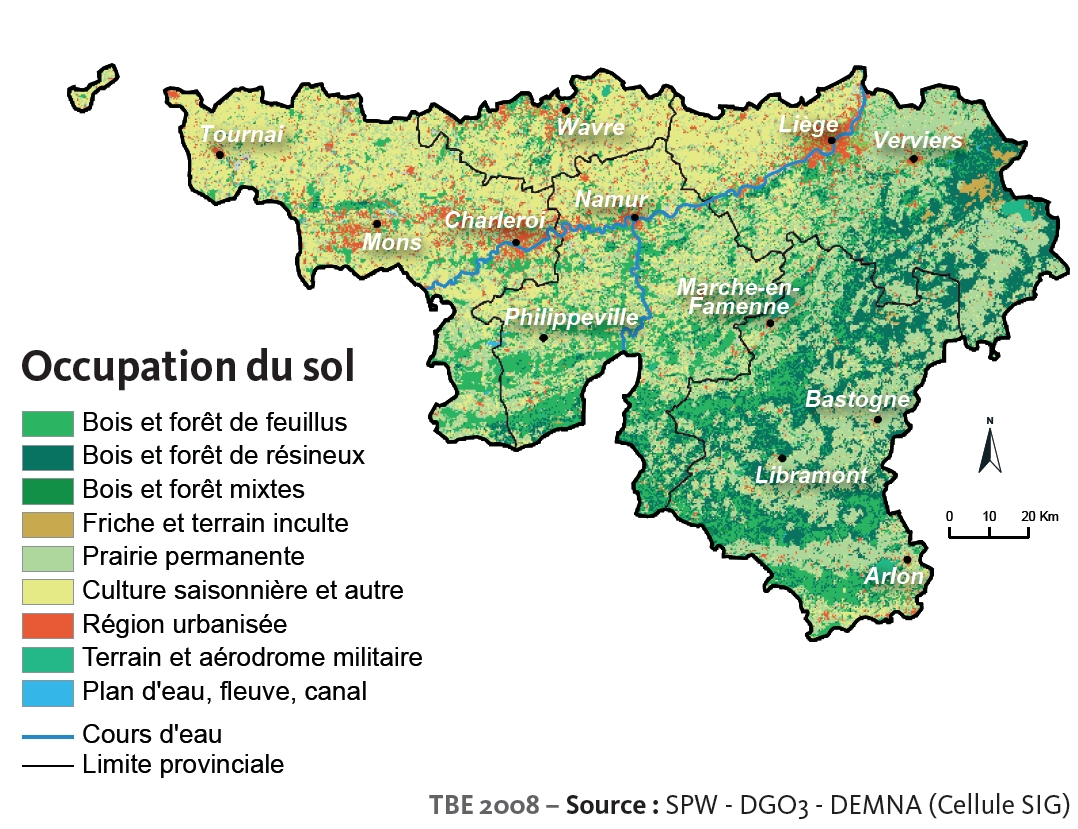
Occupation du sol de la Wallonie.

Le taux d'urbanisation en Région wallonne est important, selon le Rapport sur l'état de l'environnement wallon en 2014, les zones urbanisables inscrite aux Plans de Secteur représentent en 2012 15 % du territoire, soit 253 878 ha. La même source donne ensuite pour les principales zones qui ont vocation à être non artificialisées 836 779 ha de zones agricoles (49,5 % du territoire) ; 492 544 ha de zones forestières (29,1 %) et 60 533 ha de zone d'espaces verts et zones naturelles (4,9 %). Le niveau de fragmentation sur la base de l’indice de Jaeger est très élevé, avec une valeur moyenne de l’indice de 85 ha et une valeur médiane de 15 ha. Le territoire est particulièrement fragmenté dans les régions limoneuses et sable-limoneuses avec une moyenne respective de 8 ha et 10 ha.
Selon les dernières études sur la hiérarchie urbaine belge faites en 1997, la Région wallonne a deux grandes villes, Charleroi et Liège, sur les cinq que compte le pays et six villes régionales sur les 17 villes régionales de Belgique : Namur, Mons, Tournai, Verviers, La Louvière et Arlon. En plus de la hiérarchie urbaine, la Région wallonne dispose de régions urbaines (agglomération + banlieue). Elles sont au nombre de six régions urbaines — Liège, Charleroi, Mons, Namur, Verviers et Tournai — auxquelles il faut ajouter la région urbaine bruxelloise qui s'étend largement au Brabant wallon. Charleroi est la commune wallonne la plus peuplée mais si l'on considère les agglomérations c'est Liège qui est largement la plus peuplée avec près de 500 000 habitants. La région urbaine de cette ville englobe pas moins de 35 communes. Au 1er janvier 2017, ces régions urbaines accueillent 54 % de la population de la Région wallonne mais leur poids en nombre d'habitants va en diminuant depuis au moins les années 1980 (à l'époque 56,9 %) au profit des territoires hors régions urbaines qui connaissent une croissance plus poussée.
| Commune   | Agglomération opérationnelle | Agglomération opérationnelle | Région urbaine     | Région urbaine |                    |
|           | Population                   | Population                   | Nombre de communes | Population     | Nombre de communes |
| --------- | ---------------------------- | ---------------------------- | ------------------ | -------------- | ------------------ |
| Bruxelles | -                            | 69 324                       | 2                  | 274 803        | 15                 |
| Charleroi | 202 182                      | 291 295                      | 5                  | 411 067        | 13                 |
| Liège     | 196 970                      | 498 020                      | 13                 | 668 187        | 35                 |
| Namur     | 110 632                      | 110 632                      | 1                  | 161 626        | 7                  |
| Mons      | 96 964                       | 192 964                      | 6                  | 239 889        | 10                 |
| Tournai   | 69 471                       | 69 471                       | 1                  | 90 530         | 4                  |
| Verviers  | 55 177                       | 80 004                       | 3                  | 100 662        | 5                  |

#### Axes de communication et transports

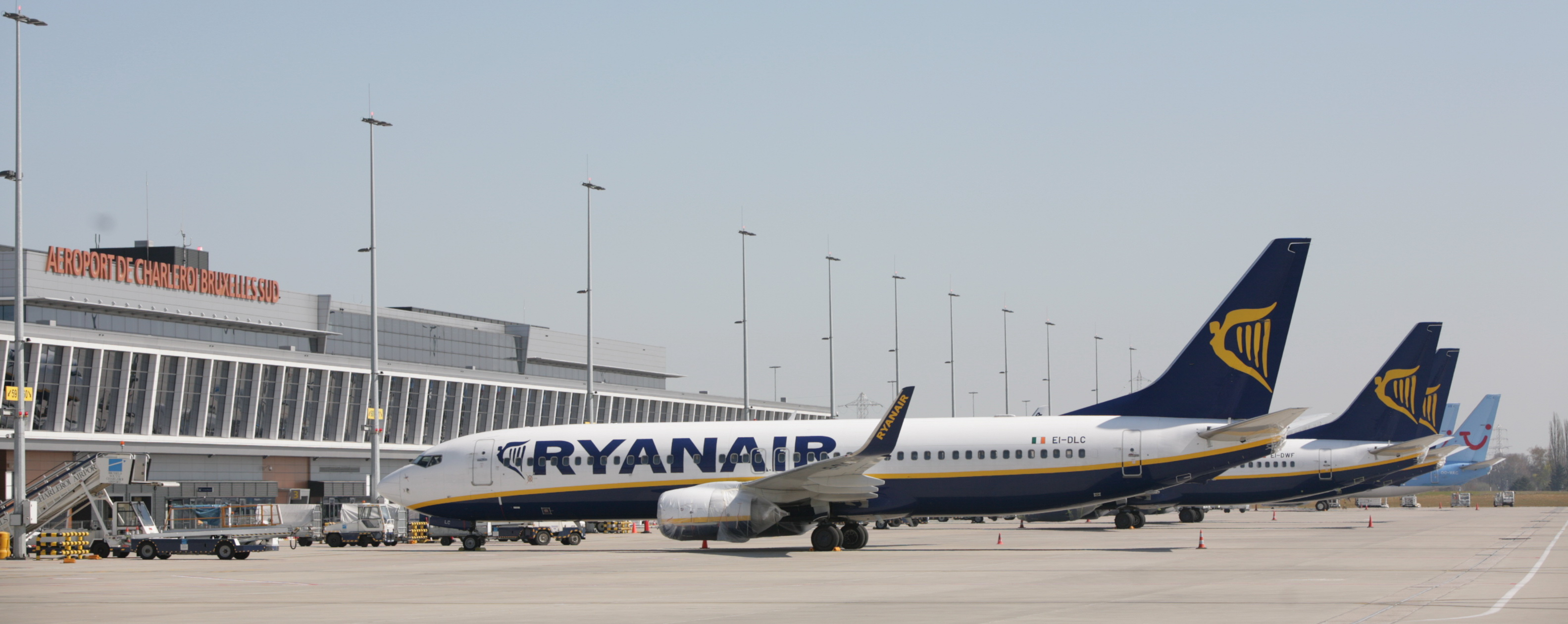
Aéroport de Charleroi Bruxelles Sud.

Le réseau de transport terrestre en Région wallonne est un des plus denses d'Europe, avec 502 km de routes principales (autoroutes, routes régionales) et 99 km de voies ferrées pour 1 000 km2. Même si 85 % des routes recouvertes sont communales et à vocation locale, le gros du trafic routier se fait sur le réseau à destination de la grande circulation qui est de plus en plus forte. Entre 1990 et 2010, la grande circulation a augmenté de 95 %, alors que la longueur de son réseau n'a augmenté que d'environ 15 %.
L'infrastructure du réseau ferroviaire est gérée par Infrabel, une entreprise publique autonome détenue par l'État belge. Le transport intérieur de voyageurs et le transport de marchandise est géré dans l'ensemble du pays par la Société nationale des chemins de fer belges (SNCB) tandis qu'en territoire wallon le transport international de voyageurs par trains classiques ou par trains à grande vitesse est aussi géré par la SNCB mais en partenariat avec la Société nationale des chemins de fer français vers la France et avec la Deutsche Bahn vers l'Allemagne. Les lignes à grande vitesse présentes sur le territoire wallon sont trois : la LGV 1 entre la frontière française à Tournai et Bruxelles, la LGV 2 entre Louvain et Ans, et la LGV 3 entre Chênée à Liège et Walhorn.

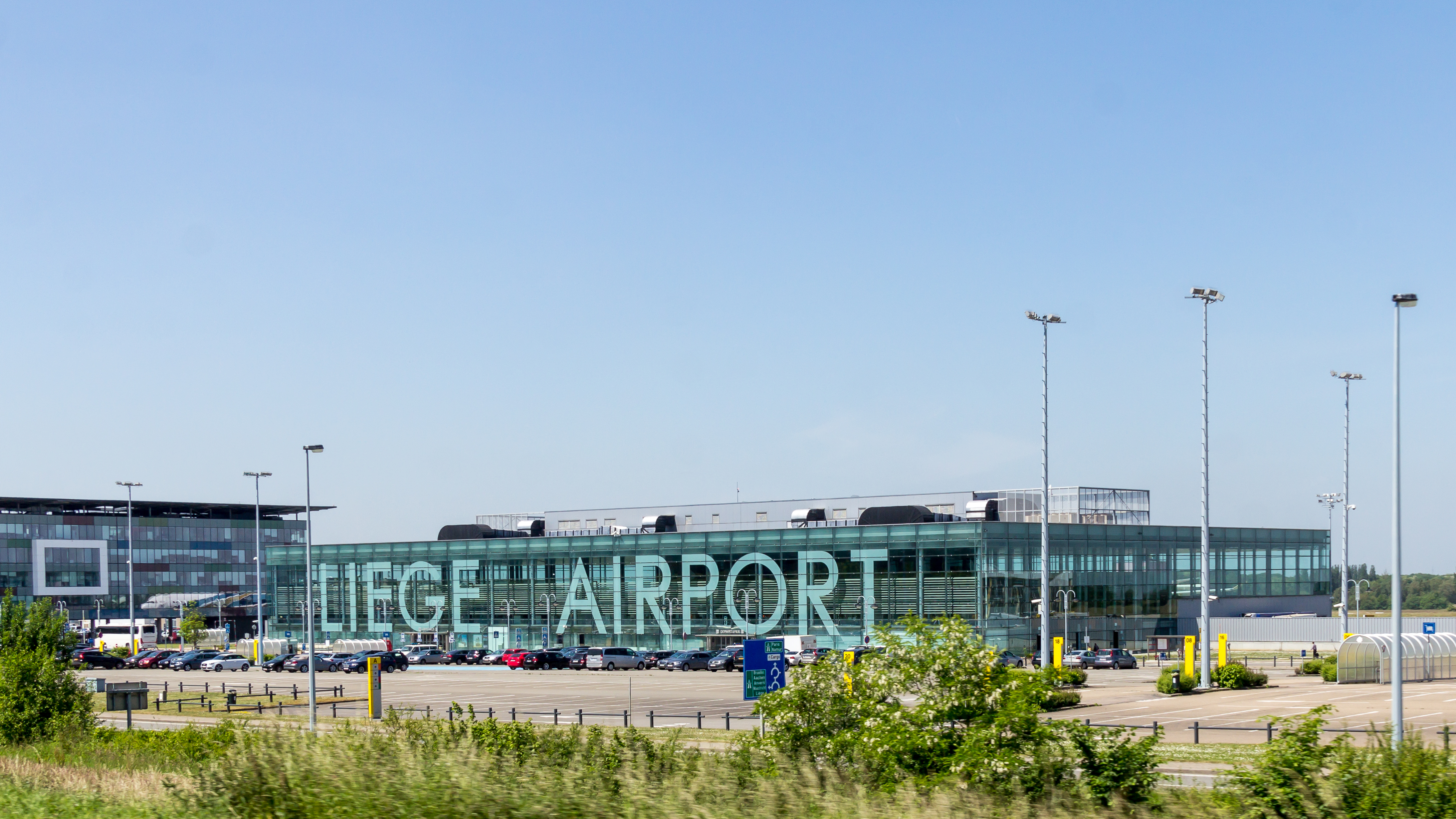
L'aéroport de Liège.

La Région wallonne possède l'Opérateur de transport de Wallonie (OTW), connue commercialement sous le nom de TEC, qui gère les transports en commun : un réseau d'autobus sur l'ensemble de la Région, un métro léger à Charleroi et un trawmay à liège. Il existe aussi trois lignes de tramway touristique en Région wallonne et qui sont gérées par le privé : le tramway touristique de l'Aisne, le tramway de Han et le tramway Lobbes Thuin.
Du côté du transport aérien, deux aéroports sont importants avec deux vocation différentes — l'aéroport de Charleroi-Bruxelles-Sud destiné au transport de passagers et l'aéroport de Liège pour le fret aérien — et qui connaissent depuis de nombreuses années une forte croissance. Le transport de passagers à Charleroi a été multiplié par 30 entre 1998 et 2013, dont une augmentation de 129 % entre 2008 et 2013. Sur la même période, le fret aérien à Liège a augmenté de 242 %, ce qui met l'aéroport de Liège en 8e position au niveau européen pour le transport de marchandises en 2012.
Les voies navigables en Région wallonne représentent un réseau de 450 km de voies utilisés couramment pour la navigation commerciale, avec quatre ports autonomes : port autonome de Liège, le port autonome de Namur, le port autonome de Charleroi et le port autonome du Centre et de l'Ouest. Le port de Liège avec un trafic annuel de plus de 21 millions de tonnes est le troisième port intérieur d'Europe. La densité du réseau des voies navigables exploitées est d'environ 27 km pour 1 000 km2, un peu plus de la moitié de la moyenne nationale (50 km) mais trois fois plus que la moyenne européenne (9 km). Le réseau des voies navigables est également ouvert à la navigation de plaisance.
En 2011, le transport de marchandises hors fret aérien représente 24,9 milliards de t/km, avec 82 % de transport routier, 11 % de transport ferroviaire et 7 % de transport fluvial.

## Histoire

### 1970: Genèse
La Région wallonne apparaît dans la constitution belge le 24 décembre 1970 avec l'article 107 quater qui stipule dans son premier alinéa que la Belgique compte « trois régions : la région wallonne, la région flamande et la région bruxelloise » mais il faut attendre la « loi spéciale de réformes institutionnelles » du 8 août 1980 pour que cet article soit appliqué. Néanmoins la Région wallonne est précédée par des organismes, à la fois propres au mouvement wallon mais aussi par la suite dans un cadre institutionnel.
Le premier est le Conseil économique wallon, créé juste avant la Seconde Guerre mondiale en 1938. Copié sur le Vlaams Economisch Verbond, organisation patronale flamande elle-même créée en 1926 comme contrepoids au Comité Central Industriel considéré comme trop francophone et libéral, l'association a « la défense de la région wallonne au point de vue économique » dans ses statuts élaborés par la Ligue d'action wallonne de Liège. Passé dans la clandestinité durant la guerre, il obtient une reconnaissance en 1945 quand le gouvernement lui confie la mission d'analyser les causes du déclin de l'économie wallonne.
Le rapport est déposé au gouvernement le 20 mai 1947, il met en évidence un déséquilibre croissant entre les économies du Nord et du Sud du pays et recommande à la fois de décentraliser et « d'établir un plan d'ensemble de redressement de l'économie wallonne ». Si ce rapport reste « lettre morte » selon Paul Delforge, Charles Bricman considère qu'il a donné une dynamique nouvelle au mouvement wallon en y ajoutant une dimension socio-économique et que cette dernière prend avec l'impulsion de l'extrême-gauche d'André Renard le parti du keynesianisme et de l'économie planifiée.
C'est la même volonté d'interventionnisme économique qui fait naître le Conseil économique de la Région wallonne, prédécesseur de l'assemblée législative de la Région wallonne. À la suite de la proposition du ministre Freddy Terwagne dans le gouvernement Eyskens qui révise la Constitution en décembre 1970, les deux chambres votent en juillet 1970, la loi de planification et de décentralisation économique, dite Loi Terwagne. Cette loi prévoit en plus des conseils économiques régionaux, des Sociétés de Développement régionaux dont la wallonne est finalisée en 1975 et des sections régionales du Bureau de programmation économique renommé en Bureau du Plan.
Au niveau du gouvernement de l'État belge, la région wallonne est représentée par un ministre des affaires wallonnes, par la suite appelé ministre de la Région wallonne, accompagné d'un ou plusieurs secrétaires d'état.
Ne disposant pas d'une majorité qualifiée pour faire voter une loi spéciale, le Gouvernement Tindemans II fait voter la Loi Perin-Vandekerckhove du 1er aout 1974 pour créer « des institutions régionales, à titre préparatoire à l'application de l'article 107 quater de la constitution ». La loi fixe le territoire de la Région wallonne.

### 1980: Création
Une tentative de régionalisation effective de la Belgique, avec le Pacte d'Egmont en 1977 et les accords du Stuyvenberg en 1978, est avortée à la suite d'une opposition flamande. Elle se fait finalement durant l'été 1980 avec la quatrième révision de la Constitution sous le gouvernement Martens III, coalition d'union nationale de courte durée. Cette révision et le vote de deux importantes lois de réformes institutionnelles entraînent la deuxième réforme de l'État. Le Constituant de 1980 introduit un article 26 bis qui confère aux régions le pouvoir de prendre des décrets ayant force de loi.

## Politique et administration
Le 23 avril 1993, la Belgique est devenue un État fédéral qui se compose de trois entités territoriales (appelées régions dans la constitution belge et qui ont les attributs d'une entité fédérée) : la Région wallonne, la Région flamande et la Région de Bruxelles-Capitale. D'autre part, selon les termes de l'article 2 de la Constitution, la Belgique est également composée de trois communautés (française, flamande et germanophone).

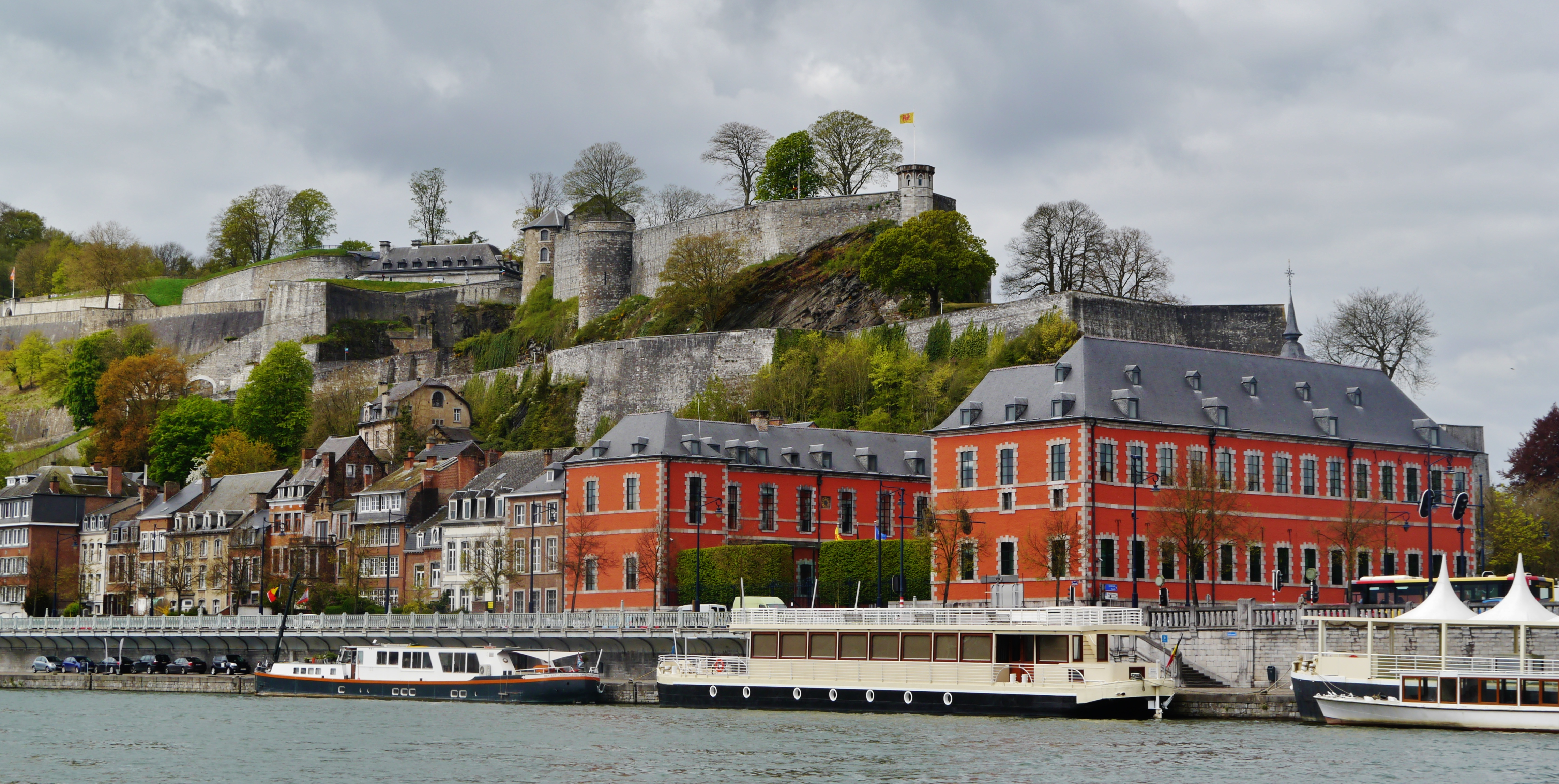
L'hospice Saint-Gilles, siège du Parlement wallon.

La Région wallonne possède son parlement, composé de 75 députés élus directement au suffrage universel. Le Parlement wallon est établi à Namur. Son rôle est de débattre des thèmes pour lesquels la Région est compétente et de contrôler le Gouvernement wallon. Les 75 députés wallons forment également, avec 19 députés francophones du Parlement de la Région de Bruxelles-Capitale, le Parlement de la Communauté française de Belgique, établi à Bruxelles. La Communauté française est l'entité fédérée qui a autorité sur la partie francophone de la Région wallonne en matière d'enseignement, de culture, de sport et de contrôle des médias publics. La Communauté germanophone exerce la même autorité sur la partie germanophone de la Région wallonne (2 % de la population, 5 % du territoire).
Le 1er août 2008, le Ministère de la Région wallonne MRW et le Ministère de l'Équipement et des Transports MET ont fusionné pour créer le Service public de Wallonie SPW, l'administration de la Région wallonne.
Comme le Québec, la Catalogne, la Flandre, la Californie ou la Bavière, elle bénéficie en matière de politique internationale, « de plus de ressources que de nombreux pays souverains ».
L'habitude des juristes belges de langue française est d'utiliser le terme « entités » pour désigner les différentes communautés et régions. Cependant, certains experts plaident pour que l'on utilise le terme « État » comme le militant wallon Jean-Marie Klinkenberg, membre du Conseil supérieur de la langue française, le faisait déjà en 1992 dans la revue Toudi, toutes ces suggestions ayant été finalement acceptées sauf celle-là. C'est aussi le cas de Jean Beaufays.

### Évolution de l'image politique entre 2004
|                                                | % 2004 | % 2009 | % 2014 | % 2019 | Diff. 2014-19 | Sièges 2004 | Sièges 2009 | Sièges 2014 | Sièges 2019 | Diff. 2014-19 | Voix 2004 | Voix 2009 | Voix 2014 | Voix 2019 |
| Inscrits                                       | -      | -      | -      |        |               |             |             |             |             |               | 2 359 447 | 2 442 697 | 2 516 420 | 2 563 033 |
| Participants                                   | -      | -      | -      |        |               |             |             |             |             |               | 2 173 901 | 2 111 872 | 2 211 326 | 2 220 443 |
| Blanc et nuls                                  | -      | -      | -      |        |               |             |             |             |             |               | 140 167   | 166 863   | 163 939   | 185 630   |
| Valables                                       | -      | -      | -      |        |               |             |             |             |             |               | 1 971 705 | 2 007 038 | 2 047 387 | 2 034 813 |
| ---------------------------------------------- | ------ | ------ | ------ | ------ | ------------- | ----------- | ----------- | ----------- | ----------- | ------------- | --------- | --------- | --------- | --------- |
| ECOLO                                          | 8,52   | 18,54  | 8,62   | 14,48  | +5,86         | 3           | 14          | 4           | 12          | +8            | 167 916   | 372 067   | 176 486   | 294 631   |
| CDH-Les Engagés                                | 17,62  | 16,17  | 15,17  | 11     | -4,17         | 14          | 13          | 13          | 10          | -3            | 347 348   | 323 952   | 310 495   | 223 775   |
| MR                                             | 24,29  | 23,41  | 26,69  | 21,42  | -5,26         | 20          | 19          | 25          | 20          | -5            | 478 999   | 469 792   | 546 363   | 435 878   |
| Parti populaire                                | /      | /      | 4,86   | 3,67   | -1,19         | /           | /           | 1           | 0           | -1            | -         | -         | 99 580    | 74 622    |
| DéFI-FDF                                       | /      | /      | 2,53   | 4,14   | +1,61         | /           | /           | 0           | 0           | =             | -         | -         | 51 830    | 84 219    |
| PTB                                            | 0,62   | 1,24   | 5,76   | 13,68  | +7,92         | 0           | 0           | 2           | 10          | +8            | 12 216    | 24 875    | 117 882   | 278 343   |
| Listes Dextexhe                                | /      | /      | /      | 1,52   | +1,52         | /           | /           | /           | 0           | -             | -         | -         | -         | 30 878    |
| PS                                             | 36,91  | 32,77  | 30,90  | 26,17  | -4,73         | 34          | 29          | 30          | 23          | -7            | 727 781   | 657 803   | 632 653   | 532 422   |
| FN                                             | 8,12   | 2,86   | /      | /      | /             | 4           | 0           | /           | /           | -             | 160 130   | 57 374    | -         | -         |
| AGIR                                           | /      | /      | /      | 0,35   | +0,35         | /           | /           | /           | 0           | -             | -         | -         | -         | 7 146     |
| Collectif Citoyen                              | /      | /      | /      | 1,31   | +1,31         | /           | /           | /           | 0           | -             | -         | -         | -         | 26 673    |
| Demain                                         | /      | /      | /      | 0,22   | +0,22         | /           | /           | 0           | -           | -             | -         | -         | -         | 4 443     |
| DierAnimal                                     | /      | /      | /      | 0,91   | +0,91         | /           | /           | /           | 0           | -             | -         | -         | -         | 18 417    |
| LA DROITE                                      | -      | -      | 1,39   | 0,17   | -1,22         | /           | /           | 0           | 0           | =             | -         | -         | 38 438    | 3 407     |
| NATION                                         | /      | /      | 0,53   | 0,47   | -0,06         | /           | /           | 0           | 0           | =             | -         | -         | 10 836    | 9 649     |
| PCB                                            | -      |        | 0,86   |        | +0,86         | -           | 0           | /           | 0           | /             | -         | 6 431     | -         | 944       |
| REFERENDUM / R                                 | /      | /      | 0,09   | 0,03   | -0,06         | /           | /           | 0           | 0           | =             | -         | -         | 1 889     | 621       |
| Turquoise                                      | /      | /      | /      | 0,03   | +0,03         | /           | /           | /           | 0           | /             | -         | -         | -         | 590       |
| Wallonie Insoumise                             | /      | /      | /      | 0,40   | +0,40         | /           | /           | /           | 0           | /             | -         | -         | -         | 8 155     |
| MG                                             | /      | /      | 0,24   | /      | -0,24         | /           | /           | 0           | /           | -             | -         | -         | 4 958     | -         |
| VEGA                                           | /      | /      | 0,17   | -      | -0,17         | /           | /           | 0           | /           | -             | -         | -         | 3 501     | -         |
| Debout les Belges                              | /      | 0,81   | /      | /      | /             | /           | /           | 0           | /           | /             | /         | /         | 16 618    | -         |
| Atomique                                       | /      | 0,04   | /      | /      | /             | /           | /           | 0           | /           | /             | /         | /         | 892       | -         |
| FW                                             | /      | 0,13   | /      | /      | /             | /           | /           | 0           | /           | /             | /         | /         | 2 619     | -         |
| Islam                                          | /      | 0,15   | /      | /      | /             | /           | /           | 0           | /           | /             | /         | /         | 3 169     | -         |
| NWA                                            | /      | 0,13   | /      | /      | /             | /           | /           | 0           | /           | /             | /         | /         | 2 677     | -         |
| P+                                             | /      | 0,11   | /      | /      | /             | /           | /           | 0           | /           | /             | /         | /         | 2 280     | -         |
| Pirate                                         | /      | 0,18   | /      | /      | /             | /           | /           | 0           | /           | /             | /         | /         | 3 612     | -         |
| PP Partipensionnés                             | /      | 0,20   | 0,23   | /      | /             | /           | 0           | 0           | /           | /             | /         | 3 939     | 4 811     | -         |
| Rassemblement R                                | /      | 0,05   | /      | /      | /             | /           | /           | 0           | /           | /             | /         | /         | 1 082     | -         |
| R.W.F.                                         | 1,02   | 1,39   | 0,48   | /      | /             | /           | /           | 0           | /           | /             | 20 019    | 27 955    | 9 731     | -         |
| UdL                                            | /      | /      | 0,01   | /      | /             | /           | /           | 0           | /           | /             | /         | /         | 1 082     | -         |
| Union des Libéraux                             | /      | /      | 0,02   | /      | /             | /           | /           | 0           | /           | /             | /         | /         | 483       | -         |
| VLC                                            | /      | /      | 0,09   | /      | /             | /           | /           | 0           | /           | /             | /         | /         | 1 927     | -         |
| Wallonie d'Abord                               | /      | 0,96   | 0,44   | /      | /             | /           | /           | 0           | /           | /             | /         | 19 255    | 9 082     | -         |
| FN                                             | /      | /      | 2,86   | /      | /             | /           | /           | 0           | /           | /             | /         | /         | 57 374    | -         |
| Parti Communiste- Gauche européenne            | /      | /      | 0,32   | /      | /             | /           | /           | 0           | /           | /             | /         | /         | 6 470     | -         |
| MS                                             | /      | /      | 0,32   | /      | /             | /           | /           | 0           | /           | /             | /         | /         | 6 423     | -         |
| Cap d'Orazio                                   | /      | /      | 0,11   | /      | /             | /           | /           | 0           | /           | /             | /         | /         | 2 115     | -         |
| Association pour la Communication Non Violente | /      | /      | 0,02   | /      | /             | /           | /           | 0           | /           | /             | /         | /         | 379       | -         |
| Belgique Positif                               | /      | /      | 0,08   | /      | /             | /           | /           | 0           | /           | /             | /         | /         | 1 511     | -         |
| Chrétiens Démocrates Fédéraux                  | /      | /      | 0,07   | /      | /             | /           | /           | 0           | /           | /             | /         | /         | 1 342     | -         |
| F.D.W.                                         | /      | /      | 0,02   | /      | /             | /           | /           | 0           | /           | /             | /         | /         | 311       | -         |
| Front National Plus                            | /      | /      | 0,65   | /      | /             | /           | /           | 0           | /           | /             | /         | /         | 13 116    | -         |
| GPS                                            | /      | /      | 0,02   | /      | /             | /           | /           | 0           | /           | /             | /         | /         | 399       | -         |
| Liberal Democrate                              | /      | /      | 0,24   | /      | /             | /           | /           | 0           | /           | /             | /         | /         | 4 763     | -         |
| OSER                                           | /      | /      | 0,04   | /      | /             | /           | /           | 0           | /           | /             | /         | /         | 171       | -         |
| PSL                                            | /      | /      | 0,08   | /      | /             | /           | /           | 0           | /           | /             | /         | /         | 1 508     | -         |
| Républicain Wallon                             | /      | /      | 0,01   | /      | /             | /           | /           | 0           | /           | /             | /         | /         | 248       | -         |
| Ripost                                         | /      | /      | 0,01   | /      | /             | /           | /           | 0           | /           | /             | /         | /         | 279       | -         |
| Vélorution                                     | /      | /      | 0,02   | /      | /             | /           | /           | 0           | /           | /             | /         | /         | 429       | -         |
| Total, 2009, 2014 et 2019                      |        |        |        |        |               | 75          | 75          | 75          | 75          | 0             |           |           |           |           |

## Population et société

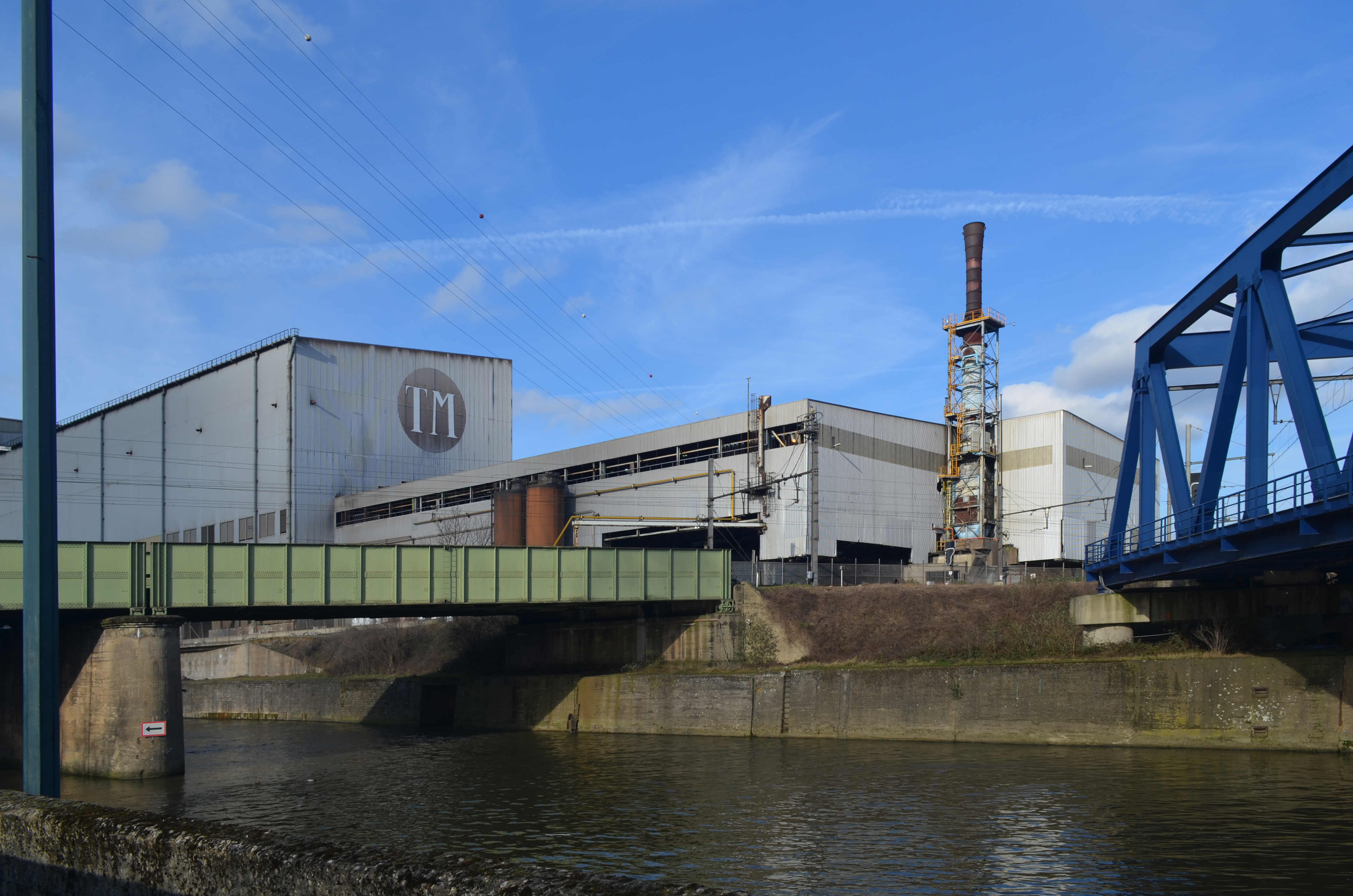
Usine de Thy-Marcinelle à Charleroi.

### Évolution démographique
Le graphe ci-dessous est basé sur les chiffres de population des cinq provinces wallonnes tel qu'elles étaient délimitées au moment des recensements en question. Les valeurs antérieures à 1920 ne tiennent pas compte des communes intégrées par la Belgique à la suite du traité de Versailles (Cantons de l'Est). De même les valeurs antérieures à 1970 sont basées sur les limites des provinces en vigueur avant les modifications dues à la fixation définitive de la frontière linguistique en 1962.
Nombre d'habitants x 1000
- Source: DGS , de 1831 à 1981=recensements population; à partir de 1990 = nombre d'habitants chaque 1 janvier[48]

Contrairement au graphe ci-dessus, le graphe ci-dessous est basé sur les chiffres de population des cinq provinces wallonnes dans leurs limites actuelles. Les valeurs antérieures à 1920 ne tiennent pas compte des communes intégrées par la Belgique à la suite du traité de Versailles (Cantons de l'Est). 
Nombre d'habitants x 1000
- Source: DGS , de 1831 à 1981=recensements population; à partir de 1990 = nombre d'habitants chaque 1 janvier[48]

## Tourisme

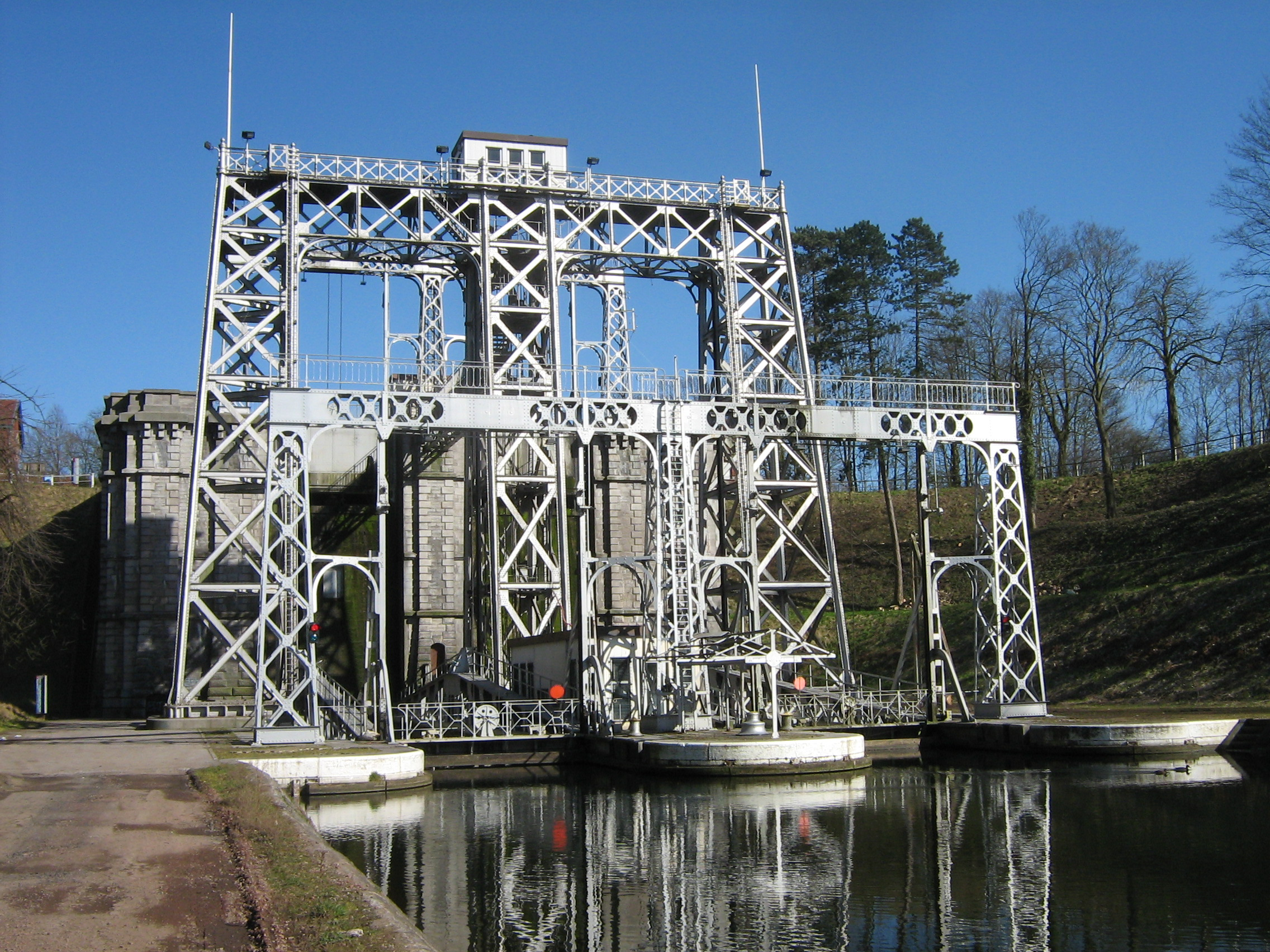
Ascenseur n°3 du canal historique du Centre situé à Strépy-Bracquenies près de La Louvière.
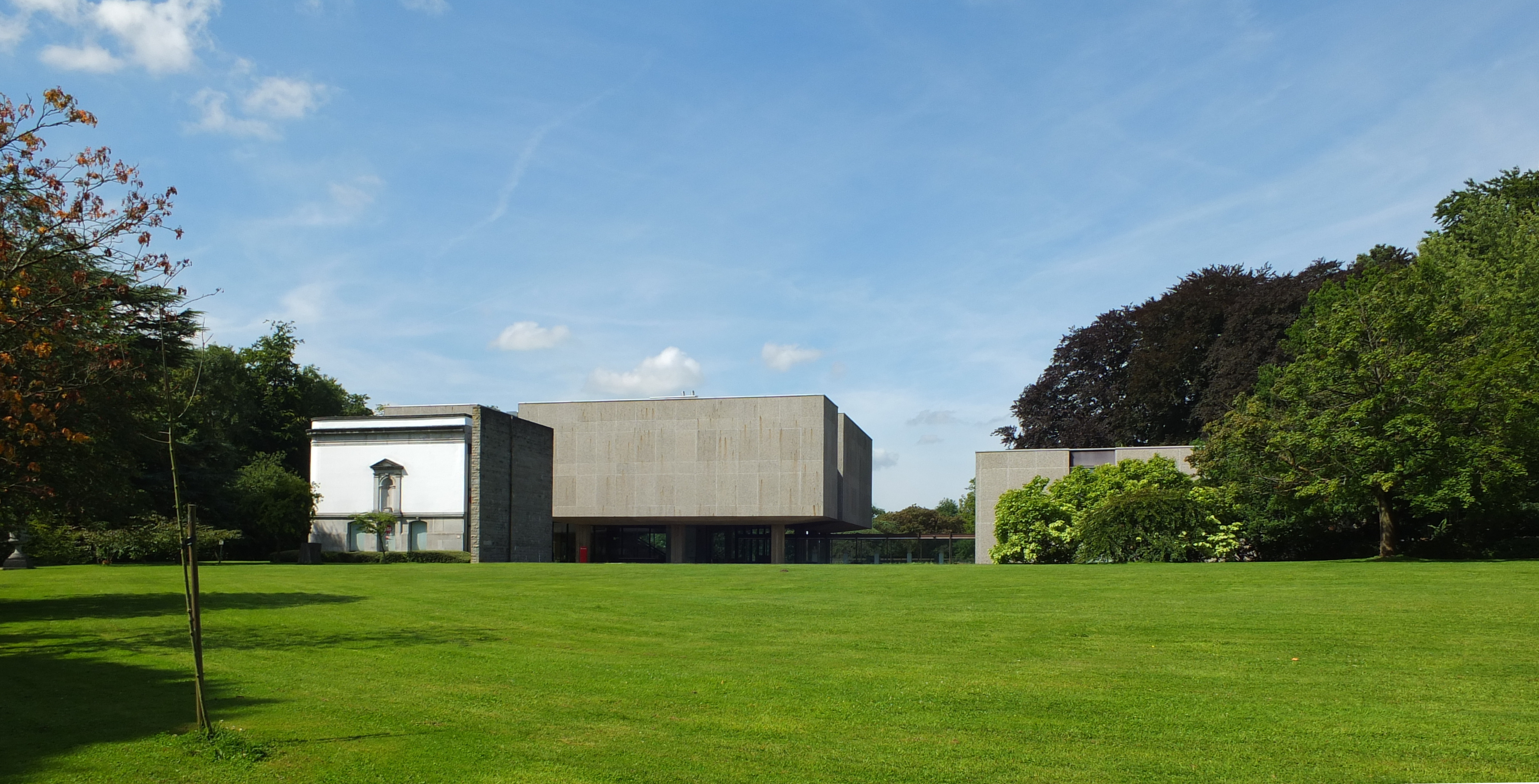
Le musée royal de Mariemont situé à Morlanwelz (Hainaut).
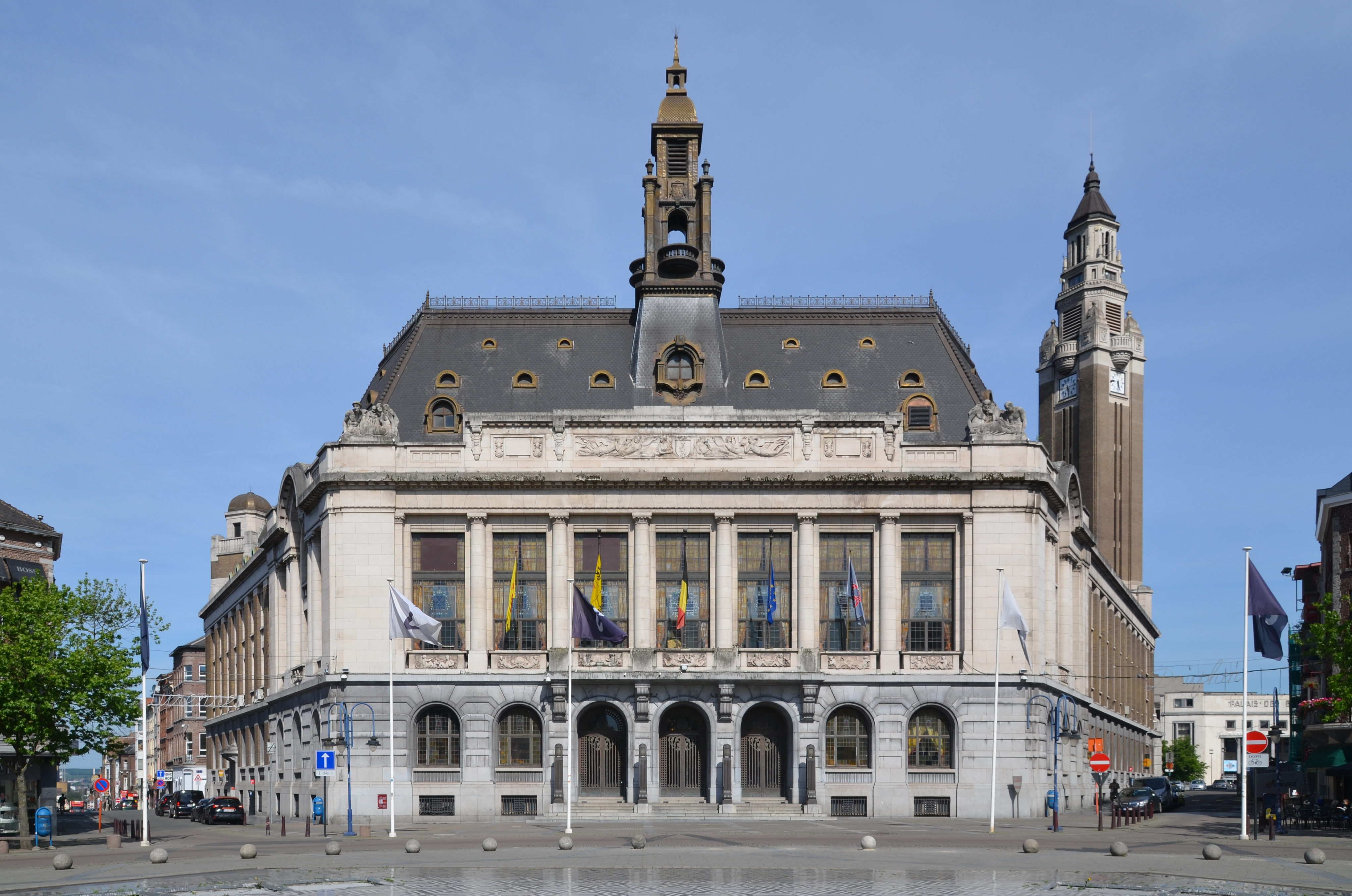
L'hôtel de ville de Charleroi édifice de style art-déco construit en 1936.
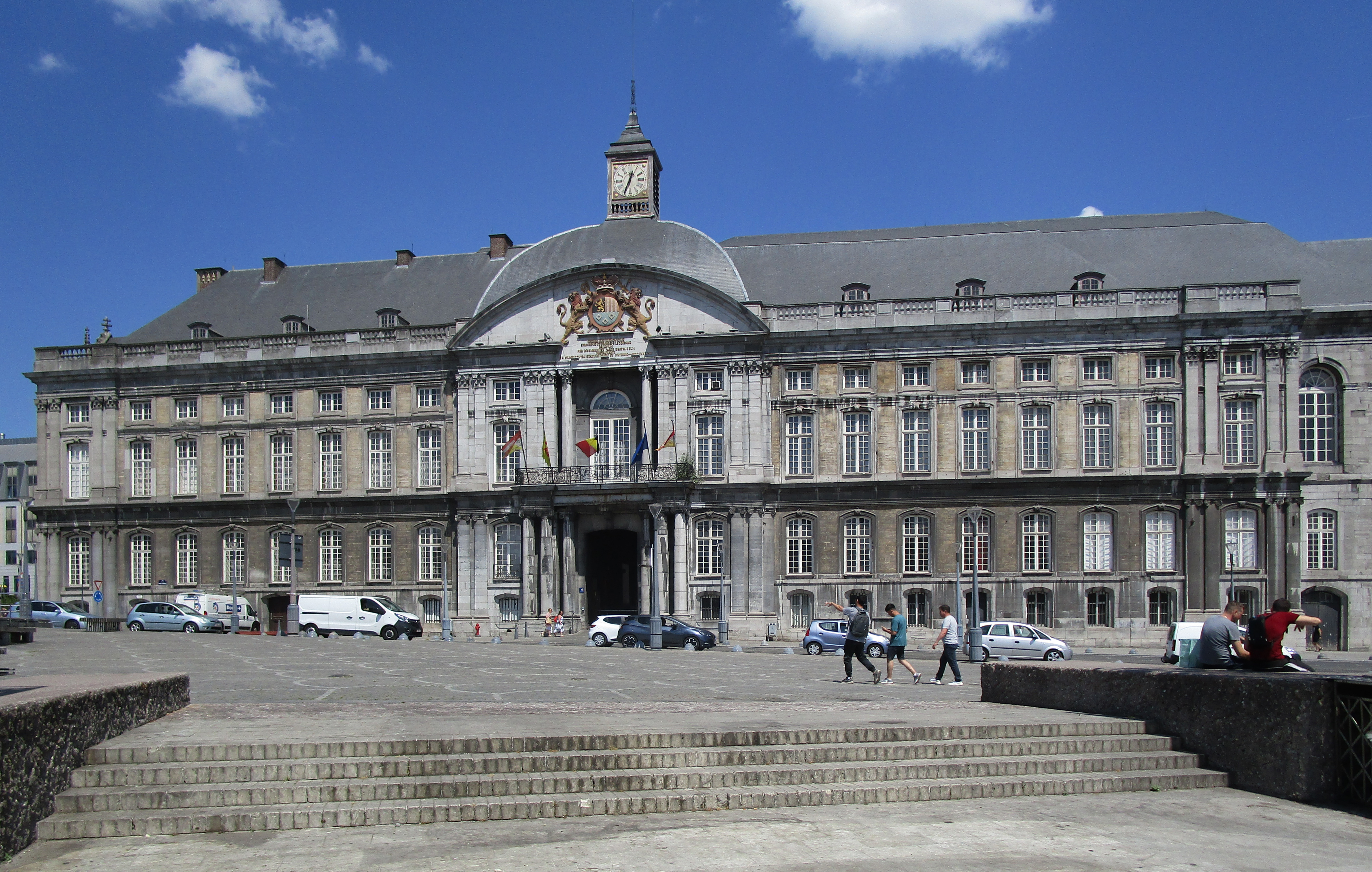
Le palais des princes-évêques à Liège.
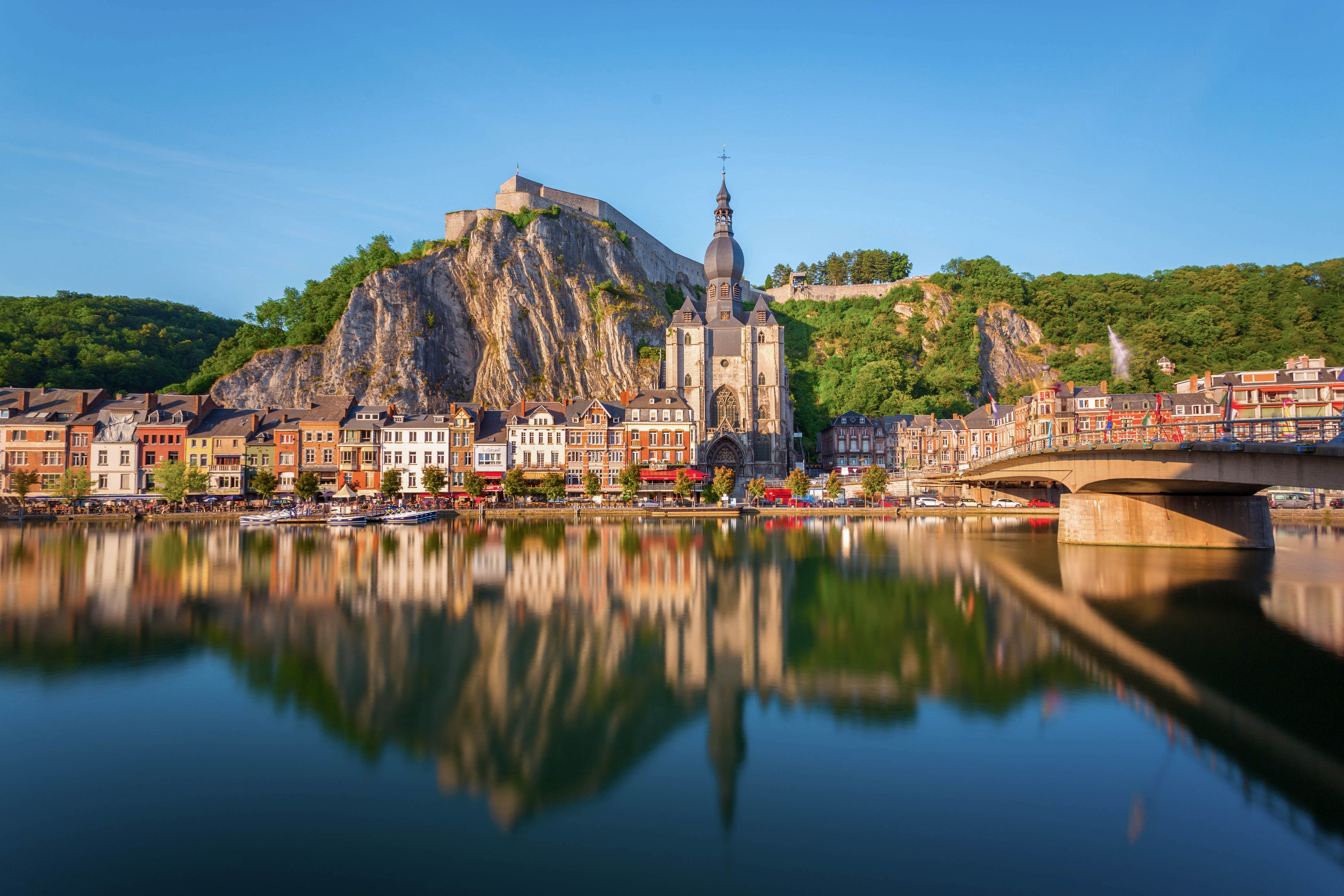
Vue sur la ville de Dinant avec la citadelle et la collégiale Notre-Dame.
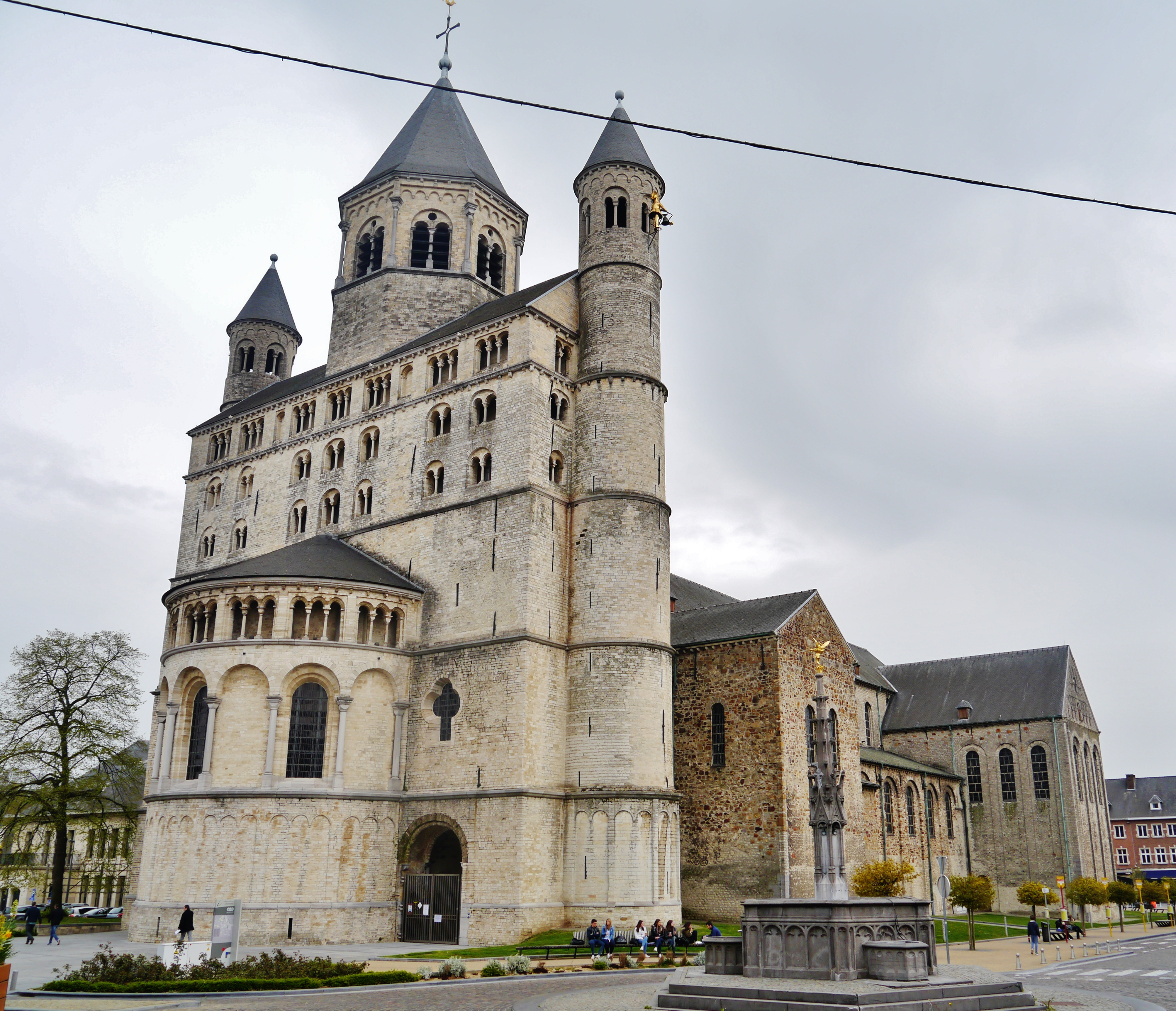
La collégiale Sainte-Gertrude de Nivelles (Brabant Wallon).
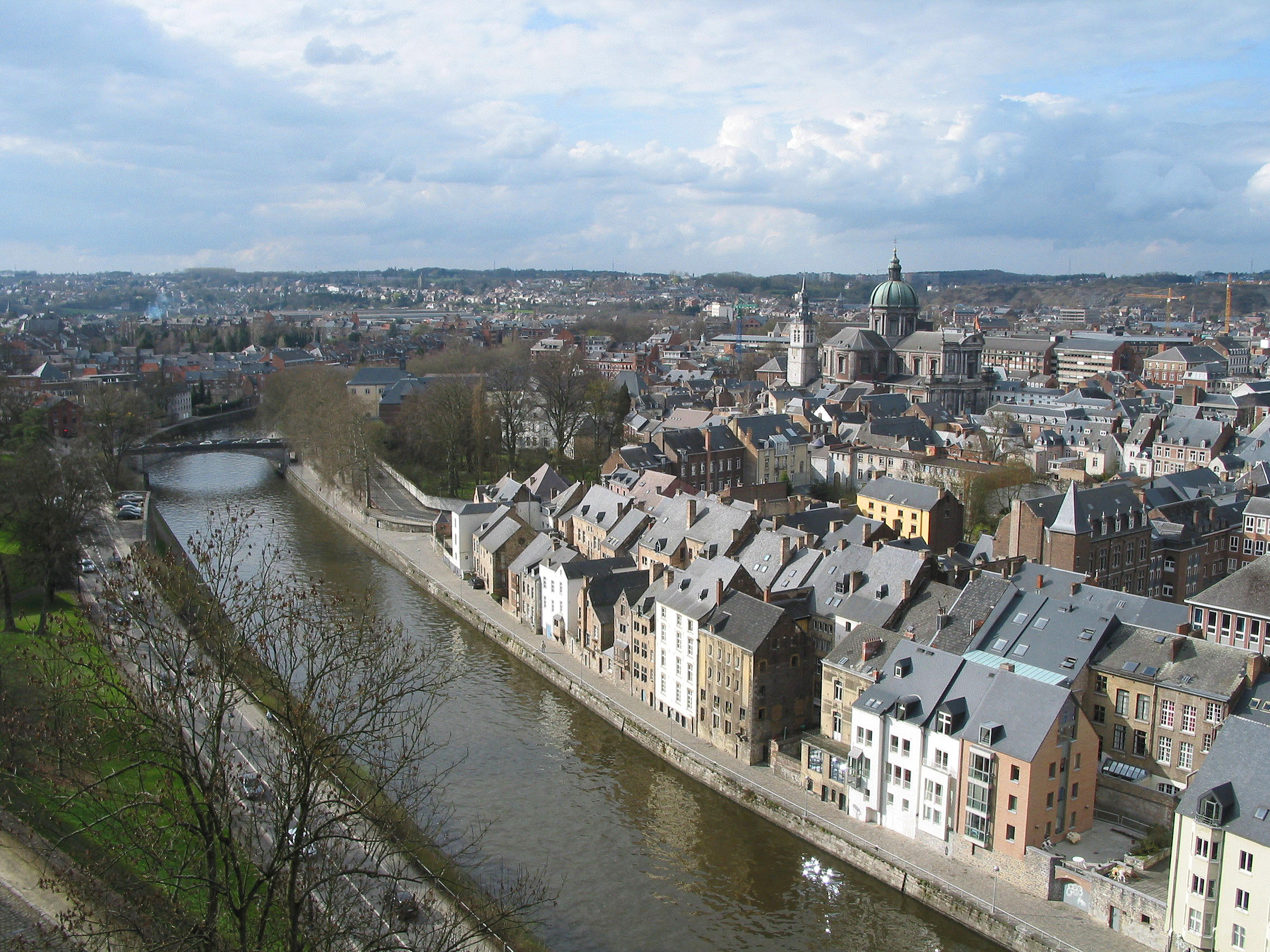
Panorama de Namur depuis la citadelle avec la cathédrale Saint-Aubin.
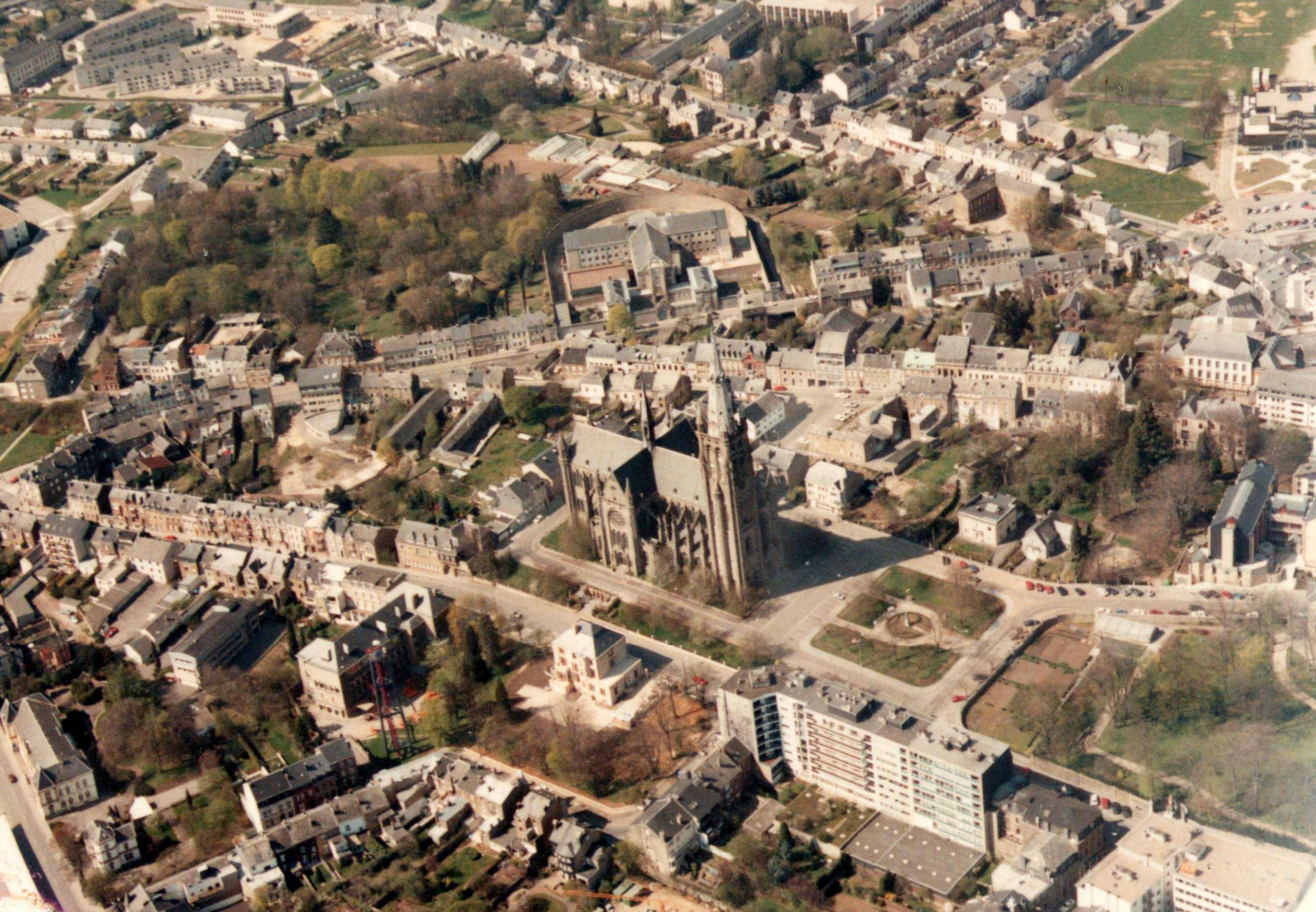
Vue aérienne de la ville d'Arlon (province du Luxembourg).
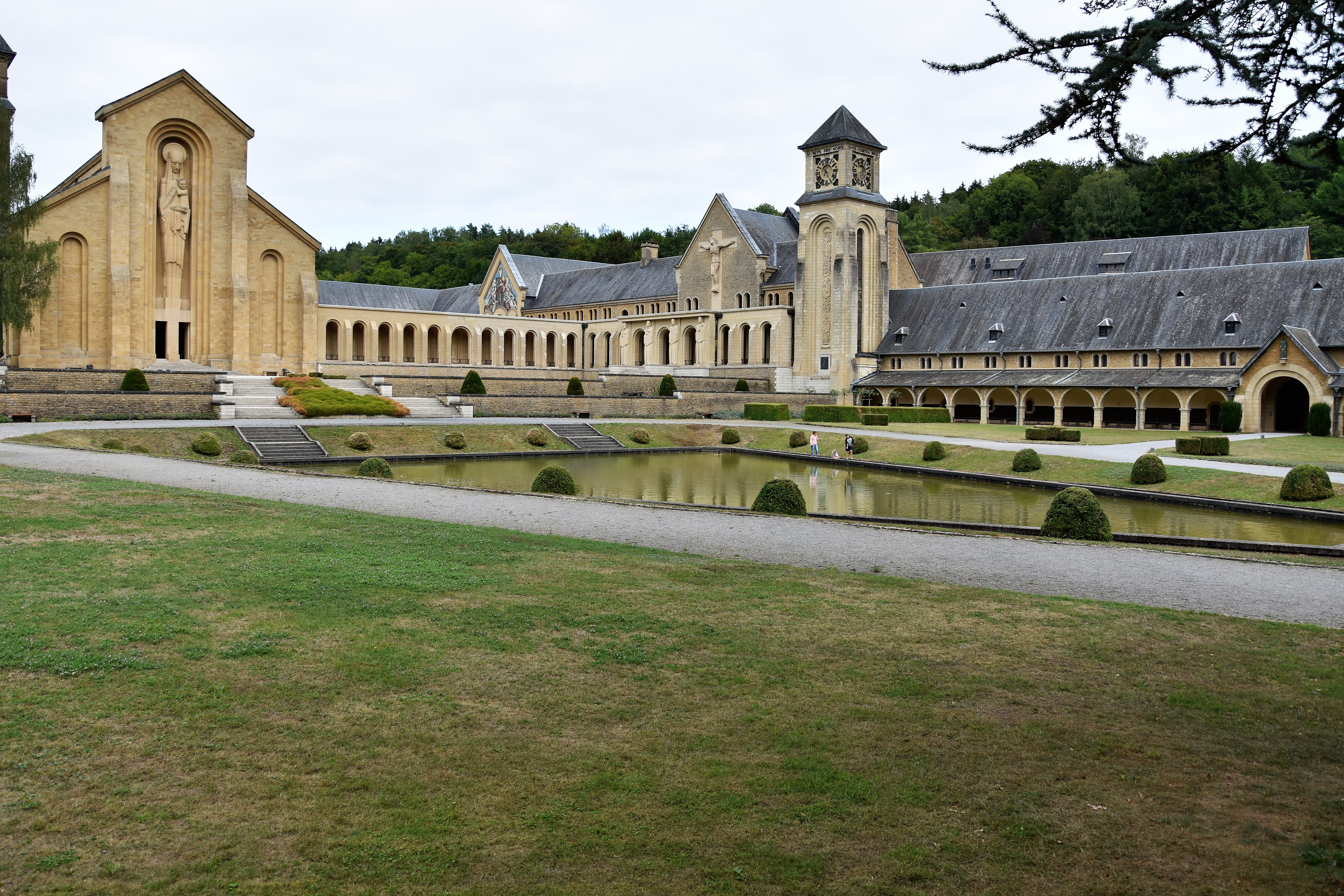
L'abbaye d'Orval (province du Luxembourg).
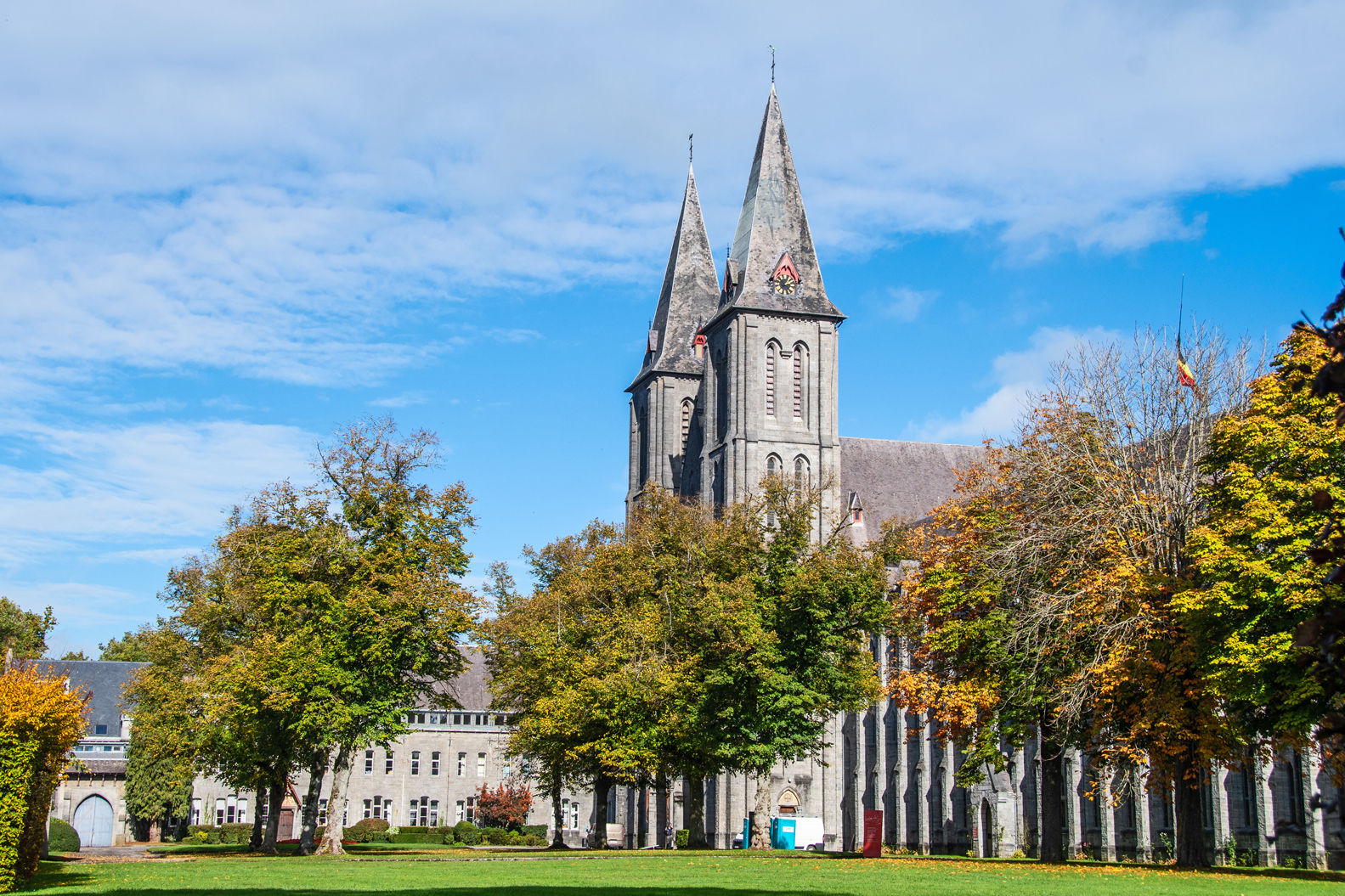
L'abbaye de Maredsous (Namur).
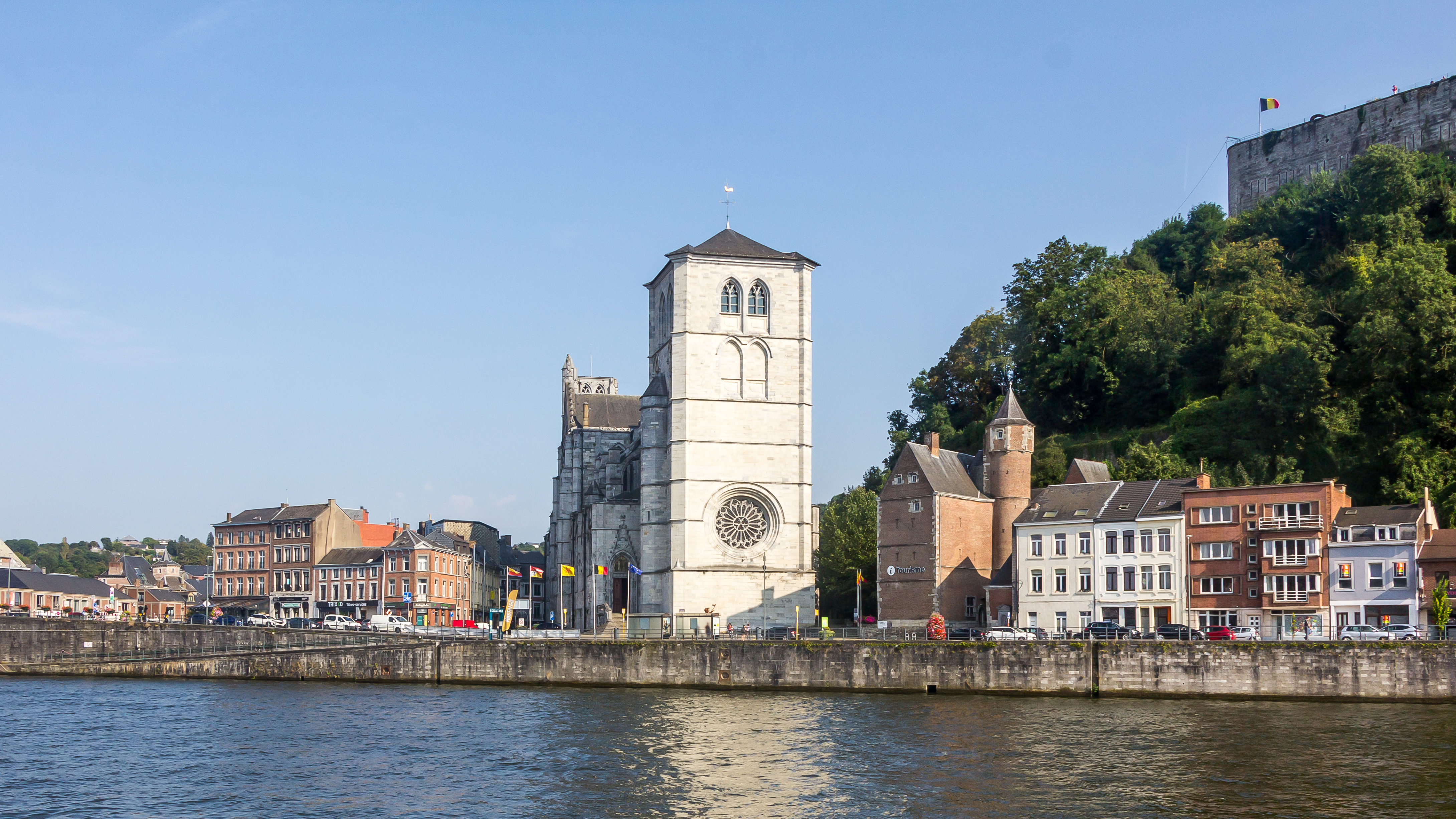
La ville de Huy avec la collégiale Notre-Dame (province de Liège).
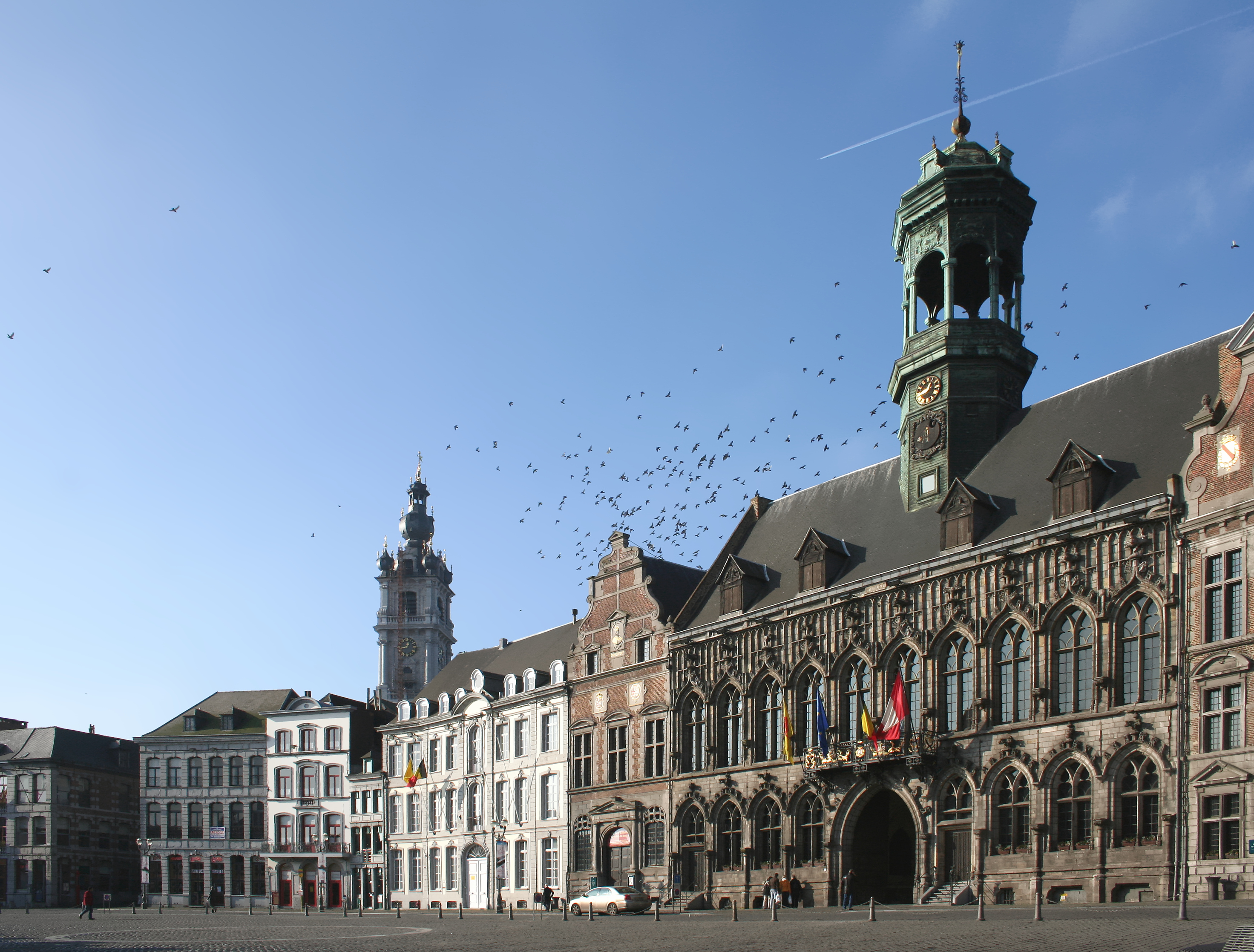
La Grand'Place de Mons (Hainaut).
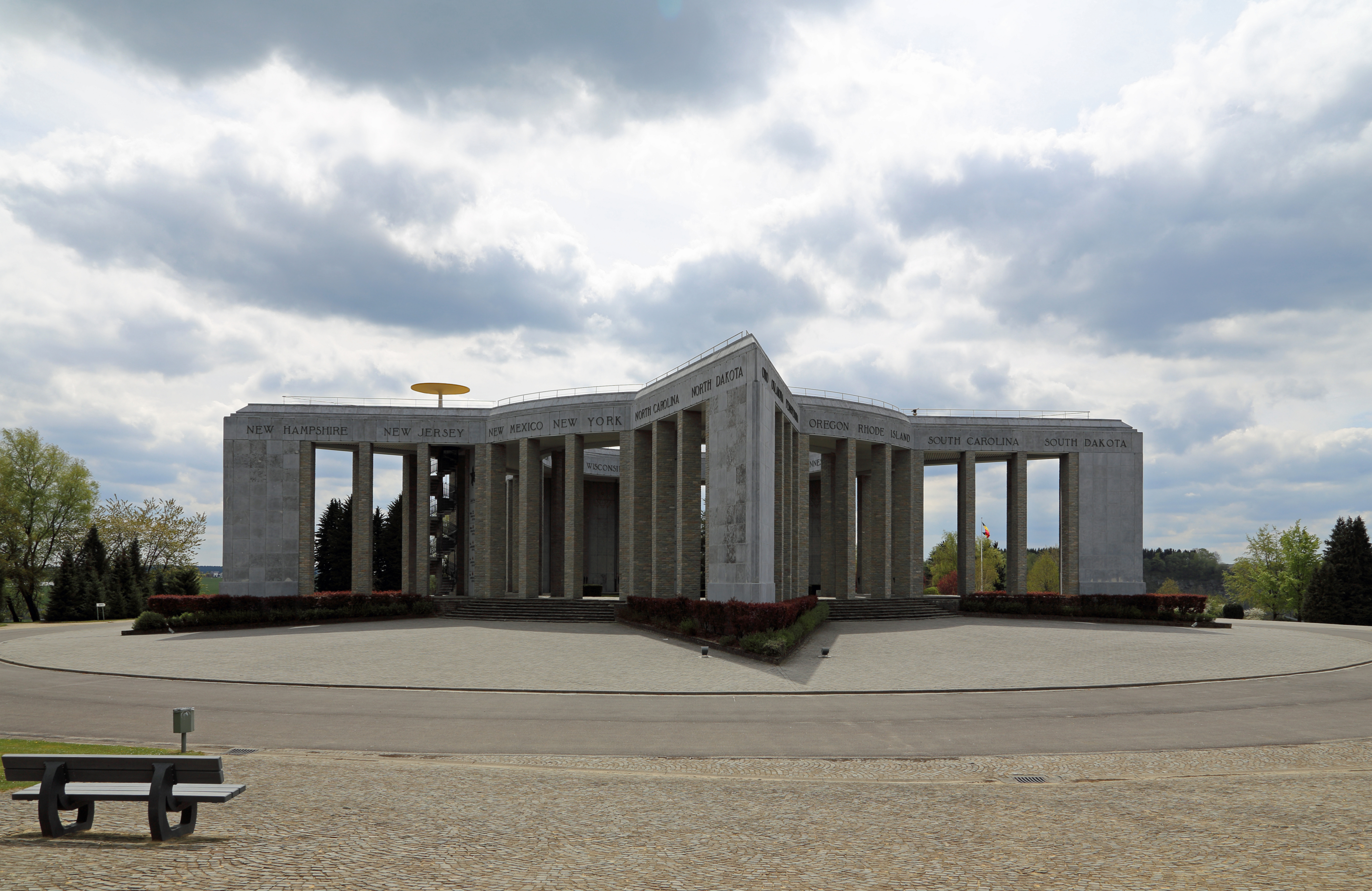
Mémorial du Mardasson à Bastogne (province du Luxembourg).
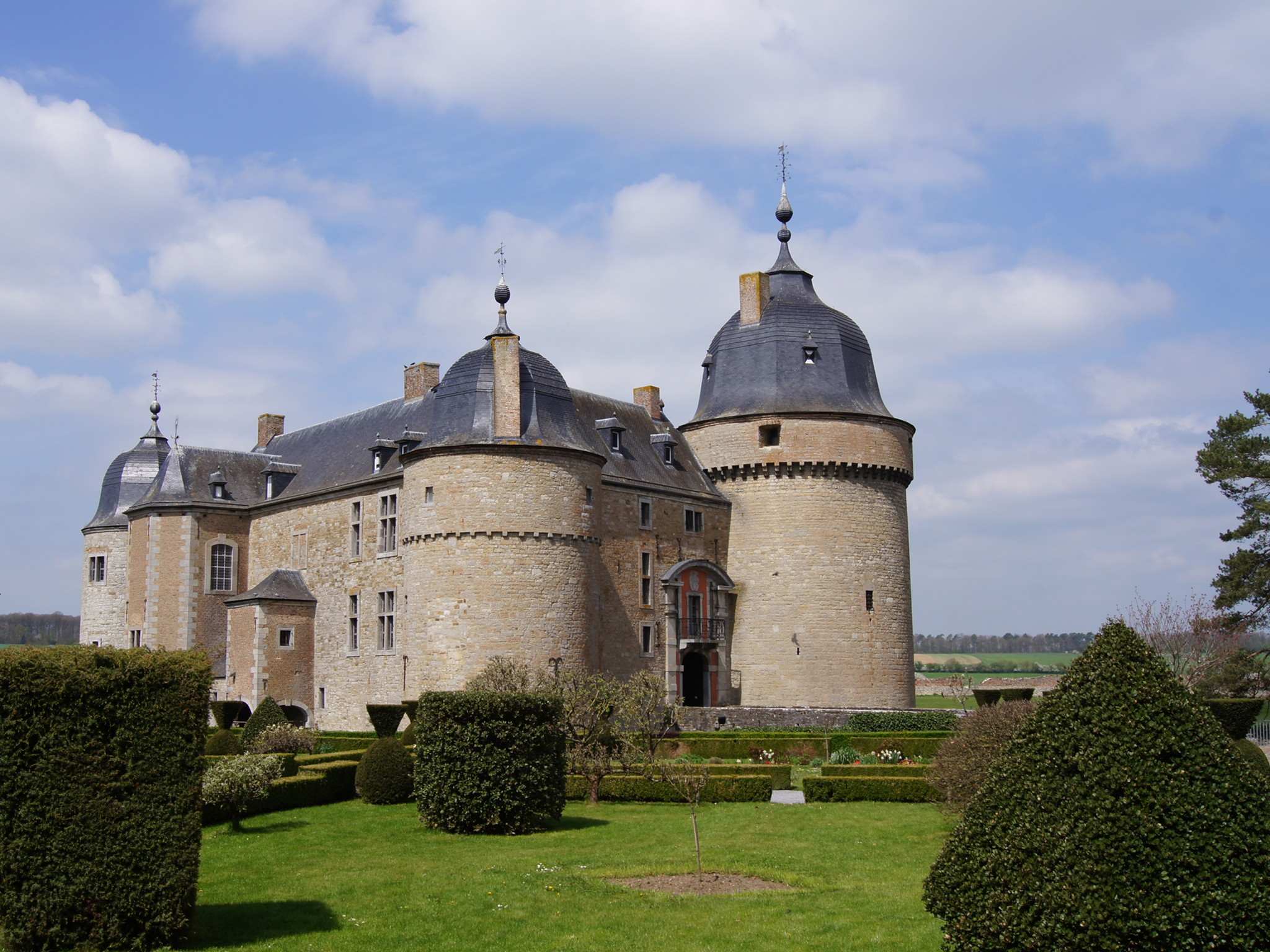
Château de Lavaux-Sainte-Anne près de Rochefort (Namur).

## Sport
En Wallonie comme dans toute la Belgique, le football est le sport qui est de loin le plus populaire. Les Wallons possèdent trois clubs évoluant en Jupiler Pro League (situation 2023-2024) : le Standard de Liège, qui a remporté dix fois le championnat, le R Charleroi SC et le KAS Eupen. En deuxième division de football professionnel, la Wallonie compte 1 club actif, l'AFC Tubize.
En sports collectifs, les principales équipes de la région wallonne sont :
| Club                   | Sport       | Ligue              | Stade/enceinte                                | Date de fondation |
| ---------------------- | ----------- | ------------------ | --------------------------------------------- | ----------------- |
| Standard de Liège      | football    | Jupiler Pro League | Stade de Sclessin                             | 1898              |
| R Charleroi SC         | football    | Jupiler Pro League | Stade du Pays de Charleroi                    | 1904              |
| KAS Eupen              | football    | Jupiler Pro League | Stade du Kehrweg                              | 1945              |
| AFC Tubize             | football    | Proximus League    | Stade Leburton                                | 1918              |
| Proximus Spirou Basket | basket-ball | Scooore League     | Dôme (Palais des sports du Pays de Charleroi) | 1989              |
| Belfius Mons-Hainaut   | basket-ball | Scooore League     | Mons Arena                                    | 1959              |
| Liège Basket           | basket-ball | Scooore League     | Country Hall Ethias                           | 1967              |
| HC Visé BM             | handball    | Division 1         | Hall omnisports de Visé                       | 1988              |
| Union beynoise         | handball    | Division 1         | Hall Omnisports Edmond Rigo                   | 1921              |
| HC Eynatten-Raeren     | handball    | Division 1         | Sporthalle Eynatten                           | 1972              |
| EHC Tournai            | handball    | Division 1         | Hall des Sports de la C.E.T.                  | 1974              |

### Note
1. ↑  Dans la région de langue française.
2. ↑  Dans la région de langue allemande.
3. ↑  La Wallonie y exerce des compétences transférées de la Communauté française.
4. ↑  La Communauté germanophone y exerce des compétences régionales transférées.
5. ↑  Indice qui tient compte de la probabilité que deux points, choisis au hasard dans une région, soient connectés, c’est-à-dire non séparés par une « barrière écologique ».
6. ↑  Une région urbaine est une « entité spatiale élargie où sont déployées la plupart des activités de base de la communauté urbaine, c’est-à-dire : habiter, travailler, éduquer, faire des courses, participer aux activités culturelles, se divertir. Il existe entre ces activités des relations intenses créant un ensemble fonctionnel qui, toutefois, reste orienté dans une large mesure vers la ville centrale traditionnelle ».
7. ↑  Les députés ayant d'abord prêté serment en allemand sont alors remplacés par un suppléant francophone.